# Elezioni amministrative in Italia del 1997
Le elezioni amministrative in Italia del 1997 si sono tenute il 27 aprile (primo turno) e l'11 maggio (secondo turno), nonché il 16 novembre (primo turno) e il 30 novembre (secondo turno).
In Sicilia le elezioni si sono tenute il 30 novembre (primo turno) e il 14 dicembre (secondo turno).

## Riepilogo sindaci eletti
| Regione               | Comune          | Sindaco uscente | Sindaco uscente             | Sindaco eletto | Sindaco eletto              | Primo turno | Primo turno | Secondo turno | Secondo turno | Seggi   |
| Regione               | Comune          | Sindaco uscente | Sindaco uscente             | Sindaco eletto | Sindaco eletto              | Voti        | %           | Voti          | %             | Seggi   |
| --------------------- | --------------- | --------------- | --------------------------- | -------------- | --------------------------- | ----------- | ----------- | ------------- | ------------- | ------- |
| Piemonte              | Alessandria     |                 | Francesca Calvo (LN)        |                | Francesca Calvo (LN)        | 22.131      | 37,51%      | 31.050        | 58,12%        | 24 / 40 |
| Piemonte              | Novara          |                 | Sergio Merusi (LN)          |                | Giovanni Correnti (PDS)     | 22.093      | 33,88%      | 30.926        | 53,14%        | 24 / 40 |
| Piemonte              | Torino          |                 | Valentino Castellani (Ind.) |                | Valentino Castellani (Ind.) | 196.361     | 35,4%       | 272.711       | 50,4%         | 30 / 50 |
| Lombardia             | Lecco           |                 | Giuseppe Pogliani (LN)      |                | Lorenzo Bodega (LN)         | 8.744       | 29,75%      | 13.814        | 52,45%        | 24 / 40 |
| Lombardia             | Milano          |                 | Marco Formentini (LN)       |                | Gabriele Albertini (FI)     | 318.063     | 40,71%      | 385.496       | 53,14%        | 36 / 60 |
| Lombardia             | Varese          |                 | Raimondo Fassa (LN)         |                | Aldo Fumagalli (LN)         | 16.957      | 33,54%      | 16.311        | 52,51%        | 24 / 40 |
| Veneto                | Belluno         |                 | Maurizio Fistarol (PDS)     |                | Maurizio Fistarol (PDS)     | 15.433      | 66,16%      | —             | —             | 24 / 40 |
| Veneto                | Venezia         |                 | Massimo Cacciari (Ind.)     |                | Massimo Cacciari (Ind.)     | 116.751     | 64,58%      | —             | —             | 30 / 46 |
| Friuli-Venezia Giulia | Pordenone       |                 | Alfredo Pasini (LN)         |                | Alfredo Pasini (LN)         | 10.957      | 34,80%      | 15.392        | 53,69%        | 24 / 40 |
| Friuli-Venezia Giulia | Trieste         |                 | Riccardo Illy (Ind.)        |                | Riccardo Illy (Ind.)        | 49.565      | 40,43%      | 65.219        | 53,85%        | 24 / 40 |
| Liguria               | Genova          |                 | Adriano Sansa (Ind.)        |                | Giuseppe Pericu (PDS)       | 129.680     | 34,38%      | 170.211       | 51,52%        | 24 / 50 |
| Liguria               | La Spezia       |                 | Lucio Roberto Rosaia (PRI)  |                | Giorgio Pagano (PDS)        | 31.548      | 56,38%      | —             | —             | 25 / 40 |
| Emilia-Romagna        | Ravenna         |                 | Pier Paolo D'Attorre (PDS)  |                | Vidmer Mercatali (PDS)      | 59.032      | 62,92%      | —             | —             | 26 / 40 |
| Toscana               | Grosseto        |                 | Loriano Valentini (PDS)     |                | Alessandro Antichi (FI)     | 25.889      | 51,30%      | —             | —             | 20 / 40 |
| Toscana               | Siena           |                 | Pierluigi Piccini (PDS)     |                | Pierluigi Piccini (PDS)     | 23.176      | 60,55%      | —             | —             | 26 / 40 |
| Umbria                | Terni           |                 | Gianfranco Ciaurro (Ind.)   |                | Gianfranco Ciaurro (FI)     | 35.818      | 48,10%      | 39.063        | 52,77%        | 19 / 30 |
| Marche                | Ancona          |                 | Renato Galeazzi (PDS)       |                | Renato Galeazzi (PDS)       | 28.737      | 44,40%      | 33.804        | 59,03%        | 24 / 40 |
| Marche                | Macerata        |                 | Gian Mario Maulo (Ind.)     |                | Anna Menghi (AN)            | 15.107      | 54,50%      | —             | —             | 24 / 40 |
| Lazio                 | Latina          |                 | Ajmone Finestra (MSI)       |                | Ajmone Finestra (Ind.)      | 44.848      | 62,78%      | —             | —             | 26 / 40 |
| Lazio                 | Roma            |                 | Francesco Rutelli (Verdi)   |                | Francesco Rutelli (Verdi)   | 983.902     | 60,42%      | —             | —             | 36 / 60 |
| Abruzzo               | Chieti          |                 | Nicola Cucullo (MSFT)       |                | Nicola Cucullo (MSFT)       | 21.928      | 58,60%      | —             | —             | 24 / 40 |
| Campania              | Caserta         |                 | Aldo Bulzoni (PDS)          |                | Luigi Falco (FI)            | 23.285      | 47,97%      | 19.782        | 53,38%        | 24 / 40 |
| Campania              | Napoli          |                 | Antonio Bassolino (PDS)     |                | Antonio Bassolino (PDS)     | 399.454     | 72,92%      | —             | —             | 42 / 60 |
| Campania              | Salerno         |                 | Vincenzo De Luca (PDS)      |                | Vincenzo De Luca (PDS)      | 68.798      | 71,32%      | —             | —             | 24 / 40 |
| Puglia                | Brindisi        |                 | Lorenzo Maggi (FI)          |                | Giovanni Antonino (FI)      | 27.218      | 50,19%      | —             | —             | 24 / 40 |
| Calabria              | Catanzaro       |                 | Aldo Pegorari (PPI)         |                | Sergio Abramo (FI)          | 23.856      | 42,99%      | 26.807        | 58,42%        | 24 / 40 |
| Calabria              | Cosenza         |                 | Giacomo Mancini (SI)        |                | Giacomo Mancini (SI)        | 27.369      | 58,85%      | —             | —             | 24 / 40 |
| Calabria              | Crotone         |                 | Gaetano Grillo (PPI)        |                | Pasquale Senatore (AN)      | 15.216      | 45,36%      | 17.252        | 58,65%        | 24 / 40 |
| Calabria              | Reggio Calabria |                 | Italo Falcomatà (PDS)       |                | Italo Falcomatà (PDS)       | 58.402      | 52,96%      | —             | —             | 19 / 40 |
| Calabria              | Vibo Valentia   |                 | Giuseppe Iannello (PDS)     |                | Alfredo D'Agostino (FI)     | 10.238      | 48,05%      | 9.006         | 54,35%        | 24 / 40 |
| Sicilia               | Agrigento       |                 | Calogero Sodano (PRI)       |                | Calogero Sodano (CCD)       | 18.389      | 54,81%      | —             | —             | 19 / 30 |
| Sicilia               | Caltanissetta   |                 | Giuseppe Mancuso (AN)       |                | Michele Abbate (Ind.)       | 12.273      | 32,35%      | 21.258        | 63,59%        | 10 / 30 |
| Sicilia               | Catania         |                 | Enzo Bianco (UD)            |                | Enzo Bianco (UD)            | 108.646     | 63,16%      | —             | —             | 27 / 45 |
| Sicilia               | Palermo         |                 | Leoluca Orlando (La Rete)   |                | Leoluca Orlando (La Rete)   | 207.448     | 58,57%      | —             | —             | 30 / 50 |

## Elezioni comunali del 27 aprile

### Piemonte

#### Novara
| Candidati                     | Candidati                    | II turno             | II turno             | I turno | I turno | Liste                                | Voti   | %     | Seggi |
| Candidati                     | Candidati                    | Voti                 | %                    | Voti    | %       | Liste                                | Voti   | %     | Seggi |
| ----------------------------- | ---------------------------- | -------------------- | -------------------- | ------- | ------- | ------------------------------------ | ------ | ----- | ----- |
|                               | Giovanni Correnti ✔️ Sindaco | 30 926               | 53,14                | 22 093  | 33,88   | Partito Democratico della Sinistra   | 8 719  | 16,38 | 13    |
| Partito Popolare Italiano     | Giovanni Correnti ✔️ Sindaco | 30 926               | 53,14                | 22 093  | 33,88   | 4 447                                | 8,35   | 6     |       |
| Socialisti Laici              | Giovanni Correnti ✔️ Sindaco | 30 926               | 53,14                | 22 093  | 33,88   | 2 189                                | 4,11   | 3     |       |
| Verdi e Democratici           | Giovanni Correnti ✔️ Sindaco | 30 926               | 53,14                | 22 093  | 33,88   | 1 720                                | 3,23   | 2     |       |
|                               | Angelo Monteverde            | 27 271               | 46,86                | 23 417  | 35,91   | Forza Italia                         | 9 206  | 17,29 | 4     |
| Alleanza Nazionale            | Angelo Monteverde            | 27 271               | 46,86                | 23 417  | 35,91   | 7 894                                | 14,83  | 3     |       |
| CCD - CDU                     | Angelo Monteverde            | 27 271               | 46,86                | 23 417  | 35,91   | 2 813                                | 5,28   | 1     |       |
| Seggio di coalizione          | Seggio di coalizione         | Seggio di coalizione | 46,86                | 23 417  | 35,91   | 1                                    |        |       |       |
|                               | Roberto Cota                 | Roberto Cota         | Roberto Cota         | 8 524   | 13,07   | Lega Nord                            | 5 894  | 11,07 | 2     |
| Lavoratori Padani             | Roberto Cota                 | Roberto Cota         | Roberto Cota         | 8 524   | 13,07   | 368                                  | 0,69   | –     |       |
| Seggio di coalizione          | Seggio di coalizione         | Seggio di coalizione | Roberto Cota         | 8 524   | 13,07   | 1                                    |        |       |       |
|                               | Marco Bosio                  | Marco Bosio          | Marco Bosio          | 5 737   | 8,80    | Partito della Rifondazione Comunista | 5 368  | 10,08 | 1     |
| Seggio di coalizione          | Seggio di coalizione         | Seggio di coalizione | Marco Bosio          | 5 737   | 8,80    | 1                                    |        |       |       |
|                               | Sergio Merusi                | Sergio Merusi        | Sergio Merusi        | 2 993   | 4,59    | Per Novara                           | 2 372  | 4,46  | –     |
| Seggio di coalizione          | Seggio di coalizione         | Seggio di coalizione | Sergio Merusi        | 2 993   | 4,59    | 1                                    |        |       |       |
|                               | Luciano De Silvestri         | Luciano De Silvestri | Luciano De Silvestri | 2 443   | 3,75    | Rinnovamento Italiano                | 2 372  | 4,46  | –     |
| Seggio di coalizione          | Seggio di coalizione         | Seggio di coalizione | Luciano De Silvestri | 2 443   | 3,75    | 1                                    |        |       |       |
| Totale                        | Totale                       | 58 197               | 100                  | 65 207  | 100     |                                      | 53 243 | 100   | 40    |
|                               |                              |                      |                      |         |         |                                      |        |       |       |
| Fonte: Ministero dell'interno |                              |                      |                      |         |         |                                      |        |       |       |

#### Torino
| Candidati                     | Candidati                       | II turno             | II turno          | I turno | I turno | Liste                                    | Voti    | %     | Seggi |
| Candidati                     | Candidati                       | Voti                 | %                 | Voti    | %       | Liste                                    | Voti    | %     | Seggi |
| ----------------------------- | ------------------------------- | -------------------- | ----------------- | ------- | ------- | ---------------------------------------- | ------- | ----- | ----- |
|                               | Valentino Castellani ✔️ Sindaco | 272 506              | 50,40             | 196 361 | 35,40   | Partito Democratico della Sinistra       | 85 857  | 18,97 | 14    |
| Alleanza per Torino           | Valentino Castellani ✔️ Sindaco | 272 506              | 50,40             | 196 361 | 35,40   | 30 580                                   | 6,76    | 5     |       |
| Partito Popolare Italiano     | Valentino Castellani ✔️ Sindaco | 272 506              | 50,40             | 196 361 | 35,40   | 17 470                                   | 3,86    | 2     |       |
| Federazione dei Verdi         | Valentino Castellani ✔️ Sindaco | 272 506              | 50,40             | 196 361 | 35,40   | 12 101                                   | 2,67    | 1     |       |
| Partito Pensionati            | Valentino Castellani ✔️ Sindaco | 272 506              | 50,40             | 196 361 | 35,40   | 4 514                                    | 1,00    | –     |       |
|                               | Raffaele Costa                  | 268 213              | 49,60             | 240 259 | 43,32   | Forza Italia                             | 123 622 | 27,32 | 11    |
| Alleanza Nazionale            | Raffaele Costa                  | 268 213              | 49,60             | 240 259 | 43,32   | 42 874                                   | 9,47    | 4     |       |
| Centro per Costa              | Raffaele Costa                  | 268 213              | 49,60             | 240 259 | 43,32   | 21 291                                   | 4,70    | 2     |       |
| Pensionati per l'Europa       | Raffaele Costa                  | 268 213              | 49,60             | 240 259 | 43,32   | 3 227                                    | 0,71    | –     |       |
| Seggio di coalizione          | Seggio di coalizione            | Seggio di coalizione | 49,60             | 240 259 | 43,32   | 1                                        |         |       |       |
|                               | Artesio Eleonora                | Artesio Eleonora     | Artesio Eleonora  | 54 070  | 9,75    | Partito della Rifondazione Comunista (A) | 53 536  | 11,83 | 7     |
| Seggio di coalizione          | Seggio di coalizione            | Seggio di coalizione | Artesio Eleonora  | 54 070  | 9,75    | 1                                        |         |       |       |
|                               | Domenico Comino                 | Domenico Comino      | Domenico Comino   | 35 928  | 6,48    | Lega Nord                                | 26 934  | 5,95  | 1     |
| Lavoratori Padani             | Domenico Comino                 | Domenico Comino      | Domenico Comino   | 35 928  | 6,48    | 2 196                                    | 0,49    | –     |       |
| Padania Pensione Sicura       | Domenico Comino                 | Domenico Comino      | Domenico Comino   | 35 928  | 6,48    | 1 386                                    | 0,31    | –     |       |
| Seggio di coalizione          | Seggio di coalizione            | Seggio di coalizione | Domenico Comino   | 35 928  | 6,48    | 1                                        |         |       |       |
|                               | Carla Spagnuolo                 | Carla Spagnuolo      | Carla Spagnuolo   | 6 221   | 1,12    | Socialisti Italiani Uniti (SI - PS)      | 6 286   | 1,39  | –     |
|                               | Maurizio Lupi                   | Maurizio Lupi        | Maurizio Lupi     | 4 093   | 0,74    | Verdi Verdi (B)                          | 3 663   | 0,81  | –     |
|                               | Renzo Rabellino                 | Renzo Rabellino      | Renzo Rabellino   | 4 092   | 0,74    | Immigrati Clandestini Basta              | 1 957   | 0,43  | –     |
| Commercianti Astigiani Uniti  | Renzo Rabellino                 | Renzo Rabellino      | Renzo Rabellino   | 4 092   | 0,74    | 1 702                                    | 0,38    | –     |       |
|                               | Bianca Vetrino                  | Bianca Vetrino       | Bianca Vetrino    | 3 459   | 0,62    | Rinnovamento Italiano                    | 3 759   | 0,83  | –     |
|                               | Antonio Zippo                   | Antonio Zippo        | Antonio Zippo     | 3 228   | 0,58    | Movimento Sociale Fiamma Tricolore       | 3 000   | 0,66  | –     |
|                               | Francesca Casella               | Francesca Casella    | Francesca Casella | 2 725   | 0,49    | Italia Federale                          | 2 622   | 0,58  | –     |
|                               | Gianni Pintus                   | Gianni Pintus        | Gianni Pintus     | 1 864   | 0,34    | Noi per Torino                           | 1 782   | 0,39  | –     |
|                               | Lucia Sechi                     | Lucia Sechi          | Lucia Sechi       | 1 455   | 0,26    | Partito Umanista                         | 1 306   | 0,29  | –     |
|                               | Luciano Garatti                 | Luciano Garatti      | Luciano Garatti   | 899     | 0,16    | Italia Unita                             | 859     | 0,19  | –     |
| Totale                        | Totale                          | 540 719              | 100               | 554 654 | 100     |                                          | 452 524 | 100   | 50    |
|                               |                                 |                      |                   |         |         |                                          |         |       |       |
| Fonte: Ministero dell'interno |                                 |                      |                   |         |         |                                          |         |       |       |

### Lombardia

#### Lecco
| Candidati                            | Candidati                 | II turno              | II turno              | I turno | I turno | Liste                              | Voti   | %     | Seggi |
| Candidati                            | Candidati                 | Voti                  | %                     | Voti    | %       | Liste                              | Voti   | %     | Seggi |
| ------------------------------------ | ------------------------- | --------------------- | --------------------- | ------- | ------- | ---------------------------------- | ------ | ----- | ----- |
|                                      | Lorenzo Bodega ✔️ Sindaco | 13 814                | 52,45                 | 8 744   | 29,75   | Lega Nord                          | 6 537  | 27,27 | 24    |
| Artigiani Commercianti Industriali   | Lorenzo Bodega ✔️ Sindaco | 13 814                | 52,45                 | 8 744   | 29,75   | 150                                | 0,63   | –     |       |
|                                      | Gianfranco Scotti         | 12 523                | 47,55                 | 11 302  | 38,45   | Partito Democratico della Sinistra | 3 802  | 15,86 | 4     |
| Partito Popolare Italiano            | Gianfranco Scotti         | 12 523                | 47,55                 | 11 302  | 38,45   | 2 957                              | 12,33  | 3     |       |
| Partito della Rifondazione Comunista | Gianfranco Scotti         | 12 523                | 47,55                 | 11 302  | 38,45   | 1 568                              | 6,54   | 1     |       |
| Federazione dei Verdi                | Gianfranco Scotti         | 12 523                | 47,55                 | 11 302  | 38,45   | 1 212                              | 5,06   | 1     |       |
| Seggio di coalizione                 | Seggio di coalizione      | Seggio di coalizione  | 47,55                 | 11 302  | 38,45   | 1                                  |        |       |       |
|                                      | Alberto Erba              | Alberto Erba          | Alberto Erba          | 7 944   | 27,02   | Forza Italia - CDU                 | 4 760  | 19,85 | 4     |
| Città Nuova (AN - CCD)               | Alberto Erba              | Alberto Erba          | Alberto Erba          | 7 944   | 27,02   | 1 770                              | 7,38   | 1     |       |
| Seggio di coalizione                 | Seggio di coalizione      | Seggio di coalizione  | Alberto Erba          | 7 944   | 27,02   | 1                                  |        |       |       |
|                                      | Alfredo Piatti            | Alfredo Piatti        | Alfredo Piatti        | 690     | 2,35    | Lista Civica                       | 639    | 2,67  | –     |
|                                      | Giovanni Carlo Scotti     | Giovanni Carlo Scotti | Giovanni Carlo Scotti | 498     | 1,69    | Italia Federale                    | 402    | 1,68  | –     |
|                                      | Adolfo Ciampitti          | Adolfo Ciampitti      | Adolfo Ciampitti      | 218     | 0,74    | Centro                             | 177    | 0,74  | –     |
| Totale                               | Totale                    | 26 337                | 100                   | 29 396  | 100     |                                    | 23 974 | 100   | 40    |
|                                      |                           |                       |                       |         |         |                                    |        |       |       |
| Fonte: Ministero dell'interno        |                           |                       |                       |         |         |                                    |        |       |       |

#### Milano
| Candidati                          | Candidati                     | II turno             | II turno           | I turno | I turno | Liste                                | Voti    | %     | Seggi |
| Candidati                          | Candidati                     | Voti                 | %                  | Voti    | %       | Liste                                | Voti    | %     | Seggi |
| ---------------------------------- | ----------------------------- | -------------------- | ------------------ | ------- | ------- | ------------------------------------ | ------- | ----- | ----- |
|                                    | Gabriele Albertini ✔️ Sindaco | 385 496              | 53,14              | 318 063 | 40,71   | Forza Italia - CDU                   | 192 814 | 29,76 | 25    |
| Alleanza Nazionale                 | Gabriele Albertini ✔️ Sindaco | 385 496              | 53,14              | 318 063 | 40,71   | 77 134                               | 11,90   | 10    |       |
| Centro Cristiano Democratico       | Gabriele Albertini ✔️ Sindaco | 385 496              | 53,14              | 318 063 | 40,71   | 9 337                                | 1,44    | 1     |       |
| Partito Federalista - UdC          | Gabriele Albertini ✔️ Sindaco | 385 496              | 53,14              | 318 063 | 40,71   | 2 314                                | 0,36    | –     |       |
| Partito Pensionati                 | Gabriele Albertini ✔️ Sindaco | 385 496              | 53,14              | 318 063 | 40,71   | 1 879                                | 0,29    | –     |       |
|                                    | Aldo Fumagalli                | 339 942              | 46,86              | 214 728 | 27,48   | Partito Democratico della Sinistra   | 120 999 | 18,67 | 9     |
| Partito Popolare Italiano          | Aldo Fumagalli                | 339 942              | 46,86              | 214 728 | 27,48   | 18 239                               | 2,82    | 1     |       |
| Federazione dei Verdi              | Aldo Fumagalli                | 339 942              | 46,86              | 214 728 | 27,48   | 17 148                               | 2,65    | 1     |       |
| Italia Democratica                 | Aldo Fumagalli                | 339 942              | 46,86              | 214 728 | 27,48   | 5 929                                | 0,92    | –     |       |
| Patto per Milano                   | Aldo Fumagalli                | 339 942              | 46,86              | 214 728 | 27,48   | 3 191                                | 0,49    | –     |       |
| Seggio di coalizione               | Seggio di coalizione          | Seggio di coalizione | 46,86              | 214 728 | 27,48   | 1                                    |         |       |       |
|                                    | Marco Formentini              | Marco Formentini     | Marco Formentini   | 149 501 | 19,14   | Lega Nord                            | 100 184 | 15,46 | 7     |
| Lavoratori Padani                  | Marco Formentini              | Marco Formentini     | Marco Formentini   | 149 501 | 19,14   | 2 141                                | 0,33    | –     |       |
| Padania Pensione Sicura            | Marco Formentini              | Marco Formentini     | Marco Formentini   | 149 501 | 19,14   | 1 611                                | 0,25    | –     |       |
| Artigiani Commercianti Industriali | Marco Formentini              | Marco Formentini     | Marco Formentini   | 149 501 | 19,14   | 1 200                                | 0,19    | –     |       |
| Seggio di coalizione               | Seggio di coalizione          | Seggio di coalizione | Marco Formentini   | 149 501 | 19,14   | 1                                    |         |       |       |
|                                    | Umberto Gay                   | Umberto Gay          | Umberto Gay        | 62 897  | 8,05    | Partito della Rifondazione Comunista | 59 101  | 9,12  | 3     |
| Seggio di coalizione               | Seggio di coalizione          | Seggio di coalizione | Umberto Gay        | 62 897  | 8,05    | 1                                    |         |       |       |
|                                    | Giorgio Santerini             | Giorgio Santerini    | Giorgio Santerini  | 7 154   | 0,92    | Socialisti Italiani Uniti (SI - PS)  | 7 337   | 1,13  | –     |
|                                    | Giancarlo Cito                | Giancarlo Cito       | Giancarlo Cito     | 5 879   | 0,75    | Lega d'Azione Meridionale            | 5 539   | 0,85  | –     |
|                                    | Tomaso Staiti                 | Tomaso Staiti        | Tomaso Staiti      | 5 020   | 0,64    | Movimento Sociale Fiamma Tricolore   | 4 686   | 0,72  | –     |
|                                    | Antonio Marinoni              | Antonio Marinoni     | Antonio Marinoni   | 4 864   | 0,62    | Rinnovamento Italiano                | 4 570   | 0,71  | –     |
|                                    | Giorgio Schultze              | Giorgio Schultze     | Giorgio Schultze   | 3 248   | 0,42    | Partito Umanista                     | 2 963   | 0,46  | –     |
|                                    | Marco Tordelli                | Marco Tordelli       | Marco Tordelli     | 2 758   | 0,35    | Italia Federale                      | 2 594   | 0,40  | –     |
|                                    | Giovanni Bucci                | Giovanni Bucci       | Giovanni Bucci     | 2 005   | 0,26    | FederItalia                          | 1 895   | 0,29  | –     |
|                                    | Ugo Sarao                     | Ugo Sarao            | Ugo Sarao          | 1 956   | 0,25    | Pensioni e Lavoro                    | 1 864   | 0,29  | –     |
|                                    | Giovanni Fabbrini             | Giovanni Fabbrini    | Giovanni Fabbrini  | 1 487   | 0,19    | Fuori dalla Menzogna                 | 1 536   | 0,24  | –     |
|                                    | Sergio Bontempelli            | Sergio Bontempelli   | Sergio Bontempelli | 947     | 0,12    | Città Civile                         | 1 019   | 0,16  | –     |
|                                    | Ugo Frisoli                   | Ugo Frisoli          | Ugo Frisoli        | 754     | 0,10    | Italia Unita                         | 697     | 0,11  | –     |
| Totale                             | Totale                        | 725 438              | 100                | 781 261 | 100     |                                      | 647 921 | 100   | 60    |
|                                    |                               |                      |                    |         |         |                                      |         |       |       |
| Fonte: Ministero dell'interno      |                               |                      |                    |         |         |                                      |         |       |       |

### Veneto

#### Belluno
|                               | Maurizio Fistarol ✔️ Sindaco | 15 433               | 66,16 | Alleanza di Progresso                | 7 208  | 37,80 | 17 |  |  |
| Partito Popolare Italiano     | Maurizio Fistarol ✔️ Sindaco | 15 433               | 66,16 | 2 508                                | 13,15  | 5     |    |  |  |
| Socialisti Italiani           | Maurizio Fistarol ✔️ Sindaco | 15 433               | 66,16 | 729                                  | 3,82   | 1     |    |  |  |
| Federazione dei Verdi         | Maurizio Fistarol ✔️ Sindaco | 15 433               | 66,16 | 639                                  | 3,35   | 1     |    |  |  |
|                               | Antonio Menegon              | 3 336                | 14,30 | Lega Nord                            | 2 858  | 14,99 | 6  |  |  |
| Civiltà Bellunese             | Antonio Menegon              | 3 336                | 14,30 | 368                                  | 1,93   | –     |    |  |  |
| Seggio di coalizione          | Seggio di coalizione         | Seggio di coalizione | 14,30 | 1                                    |        |       |    |  |  |
|                               | Antonio Padovan              | 2 446                | 10,49 | Alleanza Nazionale                   | 1 234  | 6,47  | 2  |  |  |
| Forza Italia                  | Antonio Padovan              | 2 446                | 10,49 | 1 221                                | 6,40   | 2     |    |  |  |
| Seggio di coalizione          | Seggio di coalizione         | Seggio di coalizione | 10,49 | 1                                    |        |       |    |  |  |
|                               | Alessandro Toscano           | 877                  | 3,76  | Patto per Belluno (CCD - CDU)        | 1 033  | 5,42  | 1  |  |  |
| Seggio di coalizione          | Seggio di coalizione         | Seggio di coalizione | 3,76  | 1                                    |        |       |    |  |  |
|                               | Francesco Rasera             | 699                  | 3,00  | Partito della Rifondazione Comunista | 784    | 4,11  | –  |  |  |
| Seggio di coalizione          | Seggio di coalizione         | Seggio di coalizione | 3,00  | 1                                    |        |       |    |  |  |
|                               | Leonardo Colle               | 535                  | 2,29  | Italia Federale                      | 486    | 2,55  | –  |  |  |
| Seggio di coalizione          | Seggio di coalizione         | Seggio di coalizione | 2,29  | 1                                    |        |       |    |  |  |
| Totale                        | Totale                       | 23 326               | 100   |                                      | 19 068 | 100   | 40 |  |  |
|                               |                              |                      |       |                                      |        |       |    |  |  |
| Fonte: Ministero dell'interno |                              |                      |       |                                      |        |       |    |  |  |

### Friuli-Venezia Giulia

#### Pordenone
| Candidati                            | Candidati                 | II turno             | II turno    | I turno | I turno | Liste                     | Voti   | %     | Seggi |
| Candidati                            | Candidati                 | Voti                 | %           | Voti    | %       | Liste                     | Voti   | %     | Seggi |
| ------------------------------------ | ------------------------- | -------------------- | ----------- | ------- | ------- | ------------------------- | ------ | ----- | ----- |
|                                      | Alfredo Pasini ✔️ Sindaco | 15 392               | 53,69       | 10 957  | 34,80   | Lega Nord                 | 8 692  | 34,46 | 24    |
|                                      | Claudio Cudin             | 13 277               | 46,31       | 10 702  | 33,99   | Partito Popolare Italiano | 3 508  | 13,91 | 4     |
| Sinistra Democratica                 | Claudio Cudin             | 13 277               | 46,31       | 10 702  | 33,99   | 2 196                     | 8,71   | 2     |       |
| Partito della Rifondazione Comunista | Claudio Cudin             | 13 277               | 46,31       | 10 702  | 33,99   | 1 555                     | 6,17   | 1     |       |
| Rinnovamento Italiano                | Claudio Cudin             | 13 277               | 46,31       | 10 702  | 33,99   | 825                       | 3,27   | –     |       |
| Seggio di coalizione                 | Seggio di coalizione      | Seggio di coalizione | 46,31       | 10 702  | 33,99   | 1                         |        |       |       |
|                                      | Rita Brieda               | Rita Brieda          | Rita Brieda | 9 824   | 31,20   | Forza Italia              | 4 259  | 16,89 | 4     |
| Alleanza Nazionale                   | Rita Brieda               | Rita Brieda          | Rita Brieda | 9 824   | 31,20   | 2 805                     | 11,12  | 2     |       |
| CCD - CDU                            | Rita Brieda               | Rita Brieda          | Rita Brieda | 9 824   | 31,20   | 1 383                     | 5,48   | 1     |       |
| Seggio di coalizione                 | Seggio di coalizione      | Seggio di coalizione | Rita Brieda | 9 824   | 31,20   | 1                         |        |       |       |
| Totale                               | Totale                    | 28 669               | 100         | 31 483  | 100     |                           | 25 223 | 100   | 40    |
|                                      |                           |                      |             |         |         |                           |        |       |       |
| Fonte: Ministero dell'interno        |                           |                      |             |         |         |                           |        |       |       |

#### Trieste
| Candidati                     | Candidati                | II turno              | II turno              | I turno | I turno | Liste                                | Voti   | %     | Seggi |
| Candidati                     | Candidati                | Voti                  | %                     | Voti    | %       | Liste                                | Voti   | %     | Seggi |
| ----------------------------- | ------------------------ | --------------------- | --------------------- | ------- | ------- | ------------------------------------ | ------ | ----- | ----- |
|                               | Riccardo Illy ✔️ Sindaco | 65 219                | 53,85                 | 49 565  | 40,43   | L'Ulivo                              | 19 645 | 20,56 | 14    |
| Con Illy per Trieste          | Riccardo Illy ✔️ Sindaco | 65 219                | 53,85                 | 49 565  | 40,43   | 14 568                               | 15,25  | 10    |       |
| Rinnovamento Italiano         | Riccardo Illy ✔️ Sindaco | 65 219                | 53,85                 | 49 565  | 40,43   | 953                                  | 1,00   | –     |       |
|                               | Adalberto Donaggio       | 55 887                | 46,15                 | 26 209  | 21,38   | Forza Italia                         | 17 878 | 18,71 | 5     |
| CCD-CDU                       | Adalberto Donaggio       | 55 887                | 46,15                 | 26 209  | 21,38   | 3 056                                | 3,20   | –     |       |
| Seggio di coalizione          | Seggio di coalizione     | Seggio di coalizione  | 46,15                 | 26 209  | 21,38   | 1                                    |        |       |       |
|                               | Sergio Dressi            | Sergio Dressi         | Sergio Dressi         | 25 478  | 20,78   | Alleanza Nazionale (A)               | 19 318 | 20,22 | 5     |
| Patto Segni (B)               | Sergio Dressi            | Sergio Dressi         | Sergio Dressi         | 25 478  | 20,78   | 732                                  | 0,77   | –     |       |
| Seggio di coalizione          | Seggio di coalizione     | Seggio di coalizione  | Sergio Dressi         | 25 478  | 20,78   | 1                                    |        |       |       |
|                               | Iacopo Venier            | Iacopo Venier         | Iacopo Venier         | 7 240   | 5,91    | Partito della Rifondazione Comunista | 6 968  | 7,29  | 1     |
| Seggio di coalizione          | Seggio di coalizione     | Seggio di coalizione  | Iacopo Venier         | 7 240   | 5,91    | 1                                    |        |       |       |
|                               | Federica Seganti         | Federica Seganti      | Federica Seganti      | 4 766   | 3,89    | Lega Nord                            | 4 190  | 4,39  | –     |
| Seggio di coalizione          | Seggio di coalizione     | Seggio di coalizione  | Federica Seganti      | 4 766   | 3,89    | 1                                    |        |       |       |
|                               | Laura Tamburini          | Laura Tamburini       | Laura Tamburini       | 4 104   | 3,35    | Città Franca                         | 3 377  | 3,53  | –     |
| Seggio di coalizione          | Seggio di coalizione     | Seggio di coalizione  | Laura Tamburini       | 4 104   | 3,35    | 1                                    |        |       |       |
|                               | Arduino Agnelli          | Arduino Agnelli       | Arduino Agnelli       | 1 597   | 1,30    | Socialisti Italiani Uniti (SI-PS)    | 1 583  | 1,66  | –     |
|                               | Marcantonio Bezicheri    | Marcantonio Bezicheri | Marcantonio Bezicheri | 1 373   | 1,12    | Movimento Sociale Fiamma Tricolore   | 1 340  | 1,40  | –     |
|                               | Alberto Duranti          | Alberto Duranti       | Alberto Duranti       | 986     | 0,80    | Laboratorio Trieste                  | 873    | 0,91  | –     |
|                               | Stelio Pranzo            | Stelio Pranzo         | Stelio Pranzo         | 873     | 0,71    | Pensionati Uomini Vivi               | 789    | 0,83  | –     |
|                               | Pietro Rosenwirth        | Pietro Rosenwirth     | Pietro Rosenwirth     | 393     | 0,32    | Partito Umanista                     | 313    | 0,33  | –     |
| Totale                        | Totale                   | 121 106               | 100                   | 122 587 | 100     |                                      | 95 547 | 100   | 40    |
|                               |                          |                       |                       |         |         |                                      |        |       |       |
| Fonte: Ministero dell'interno |                          |                       |                       |         |         |                                      |        |       |       |

### Emilia-Romagna

#### Ravenna
|                                      | Vidmer Mercatali ✔️ Sindaco | 59 032               | 62,92 | Partito Democratico della Sinistra | 32 684 | 37,05 | 16 |  |  |
| Partito della Rifondazione Comunista | Vidmer Mercatali ✔️ Sindaco | 59 032               | 62,92 | 10 733                             | 12,17  | 5     |    |  |  |
| Partito Repubblicano Italiano        | Vidmer Mercatali ✔️ Sindaco | 59 032               | 62,92 | 7 562                              | 8,57   | 3     |    |  |  |
| Partito Popolare Italiano            | Vidmer Mercatali ✔️ Sindaco | 59 032               | 62,92 | 4 128                              | 4,68   | 2     |    |  |  |
| Socialisti Italiani                  | Vidmer Mercatali ✔️ Sindaco | 59 032               | 62,92 | 751                                | 0,85   | –     |    |  |  |
|                                      | Alvaro Ancisi               | 14 838               | 15,82 | Alleanza Nazionale                 | 7 020  | 7,96  | 3  |  |  |
| Lista per Ravenna                    | Alvaro Ancisi               | 14 838               | 15,82 | 6 313                              | 7,16   | 2     |    |  |  |
| Seggio di coalizione                 | Seggio di coalizione        | Seggio di coalizione | 15,82 | 1                                  |        |       |    |  |  |
|                                      | Daniele Corvetta            | 14 487               | 15,44 | Forza Italia                       | 13 880 | 15,73 | 5  |  |  |
| Seggio di coalizione                 | Seggio di coalizione        | Seggio di coalizione | 15,44 | 1                                  |        |       |    |  |  |
|                                      | Giovanni Calisesi           | 2 975                | 3,17  | Lega Nord                          | 2 821  | 3,20  | –  |  |  |
| Seggio di coalizione                 | Seggio di coalizione        | Seggio di coalizione | 3,17  | 1                                  |        |       |    |  |  |
|                                      | Massimo Scalia              | 2 490                | 2,65  | Federazione dei Verdi              | 2 325  | 2,64  | –  |  |  |
| Seggio di coalizione                 | Seggio di coalizione        | Seggio di coalizione | 2,65  | 1                                  |        |       |    |  |  |
| Totale                               | Totale                      | 93 822               | 100   |                                    | 88 217 | 100   | 40 |  |  |
|                                      |                             |                      |       |                                    |        |       |    |  |  |
| Fonte: Ministero dell'interno        |                             |                      |       |                                    |        |       |    |  |  |

### Toscana

#### Grosseto
|                               | Alessandro Antichi ✔️ Sindaco | 25 889               | 51,30 | Alleanza Nazionale                   | 9 016  | 19,58 | 8  |  |  |
| Forza Italia - CCD - CDU      | Alessandro Antichi ✔️ Sindaco | 25 889               | 51,30 | 6 617                                | 14,37  | 6     |    |  |  |
| Lista Civica                  | Alessandro Antichi ✔️ Sindaco | 25 889               | 51,30 | 3 400                                | 7,38   | 3     |    |  |  |
| Movimento Autonomista Toscano | Alessandro Antichi ✔️ Sindaco | 25 889               | 51,30 | 3 281                                | 7,13   | 3     |    |  |  |
| Lista Civica                  | Alessandro Antichi ✔️ Sindaco | 25 889               | 51,30 | 168                                  | 0,36   | –     |    |  |  |
|                               | Loriano Valentini             | 20 063               | 39,76 | Partito Democratico della Sinistra   | 14 001 | 30,41 | 13 |  |  |
| Lista Civica                  | Loriano Valentini             | 20 063               | 39,76 | 2 095                                | 4,55   | 1     |    |  |  |
| Partito Popolare Italiano     | Loriano Valentini             | 20 063               | 39,76 | 1 534                                | 3,33   | 1     |    |  |  |
| Rinnovamento Italiano         | Loriano Valentini             | 20 063               | 39,76 | 1 074                                | 2,33   | 1     |    |  |  |
| Federazione dei Verdi         | Loriano Valentini             | 20 063               | 39,76 | 466                                  | 1,01   | –     |    |  |  |
| Seggio di coalizione          | Seggio di coalizione          | Seggio di coalizione | 39,76 | 1                                    |        |       |    |  |  |
|                               | Salvatore Allocca             | 3 821                | 7,57  | Partito della Rifondazione Comunista | 3 638  | 7,90  | 2  |  |  |
| Seggio di coalizione          | Seggio di coalizione          | Seggio di coalizione | 7,57  | 1                                    |        |       |    |  |  |
|                               | Francesco Maggi               | 690                  | 1,37  | Partito Socialista                   | 750    | 1,63  | –  |  |  |
| Totale                        | Totale                        | 50 463               | 100   |                                      | 46 040 | 100   | 40 |  |  |
|                               |                               |                      |       |                                      |        |       |    |  |  |
| Fonte: Ministero dell'interno |                               |                      |       |                                      |        |       |    |  |  |

#### Siena
|                                      | Pierluigi Piccini ✔️ Sindaco | 23 176               | 60,55 | Partito Democratico della Sinistra | 11 462 | 33,03 | 14 |  |  |
| Partito della Rifondazione Comunista | Pierluigi Piccini ✔️ Sindaco | 23 176               | 60,55 | 2 746                              | 7,91   | 3     |    |  |  |
| Partito Popolare Italiano            | Pierluigi Piccini ✔️ Sindaco | 23 176               | 60,55 | 2 644                              | 7,62   | 3     |    |  |  |
| Rinnovamento Italiano                | Pierluigi Piccini ✔️ Sindaco | 23 176               | 60,55 | 1 904                              | 5,49   | 2     |    |  |  |
| Siena Duemila (AD - FL - PRI)        | Pierluigi Piccini ✔️ Sindaco | 23 176               | 60,55 | 1 745                              | 5,03   | 2     |    |  |  |
| Socialisti Italiani Uniti (SI - PS)  | Pierluigi Piccini ✔️ Sindaco | 23 176               | 60,55 | 815                                | 2,35   | 1     |    |  |  |
| Cristiano Sociali                    | Pierluigi Piccini ✔️ Sindaco | 23 176               | 60,55 | 773                                | 2,23   | 1     |    |  |  |
|                                      | Senio Sensi                  | 13 620               | 35,58 | Siena per le Libertà               | 7 144  | 20,59 | 8  |  |  |
| Lista Civica                         | Senio Sensi                  | 13 620               | 35,58 | 4 349                              | 12,53  | 4     |    |  |  |
| Seggio di coalizione                 | Seggio di coalizione         | Seggio di coalizione | 35,58 | 1                                  |        |       |    |  |  |
|                                      | Giovanni Giuliani            | 1 480                | 3,87  | Federazione dei Verdi              | 1 117  | 3,22  | –  |  |  |
| Seggio di coalizione                 | Seggio di coalizione         | Seggio di coalizione | 3,87  | 1                                  |        |       |    |  |  |
| Totale                               | Totale                       | 38 276               | 100   |                                    | 34 699 | 100   | 40 |  |  |
|                                      |                              |                      |       |                                    |        |       |    |  |  |
| Fonte: Ministero dell'interno        |                              |                      |       |                                    |        |       |    |  |  |

### Umbria

#### Terni
| Candidati                               | Candidati                     | II turno             | II turno           | I turno | I turno | Liste                              | Voti   | %     | Seggi |
| Candidati                               | Candidati                     | Voti                 | %                  | Voti    | %       | Liste                              | Voti   | %     | Seggi |
| --------------------------------------- | ----------------------------- | -------------------- | ------------------ | ------- | ------- | ---------------------------------- | ------ | ----- | ----- |
|                                         | Gianfranco Ciaurro ✔️ Sindaco | 39 063               | 52,77              | 35 818  | 48,10   | Terni Libera                       | 15 563 | 24,46 | 10    |
| Alleanza Nazionale                      | Gianfranco Ciaurro ✔️ Sindaco | 39 063               | 52,77              | 35 818  | 48,10   | 11 433                             | 17,97  | 8     |       |
|                                         | Giampaolo Palazzesi           | 34 958               | 47,23              | 35 411  | 47,56   | Partito Democratico della Sinistra | 17 040 | 26,78 | 12    |
| Partito della Rifondazione Comunista    | Giampaolo Palazzesi           | 34 958               | 47,23              | 35 411  | 47,56   | 7 056                              | 11,09  | 4     |       |
| Partito Popolare Italiano - Patto Segni | Giampaolo Palazzesi           | 34 958               | 47,23              | 35 411  | 47,56   | 3 795                              | 5,96   | 2     |       |
| Socialisti Italiani - PRI               | Giampaolo Palazzesi           | 34 958               | 47,23              | 35 411  | 47,56   | 3 081                              | 4,84   | 2     |       |
| Prospettiva per Terni                   | Giampaolo Palazzesi           | 34 958               | 47,23              | 35 411  | 47,56   | 774                                | 1,22   | –     |       |
| Federazione dei Verdi                   | Giampaolo Palazzesi           | 34 958               | 47,23              | 35 411  | 47,56   | 759                                | 1,19   | –     |       |
| Seggio di coalizione                    | Seggio di coalizione          | Seggio di coalizione | 47,23              | 35 411  | 47,56   | 1                                  |        |       |       |
|                                         | Francesco Renzetti            | Francesco Renzetti   | Francesco Renzetti | 2 274   | 3,05    | Centro Cristiano Democratico (A)   | 2 764  | 4,34  | –     |
| Seggio di coalizione                    | Seggio di coalizione          | Seggio di coalizione | Francesco Renzetti | 2 274   | 3,05    | 1                                  |        |       |       |
|                                         | Egisto Armillei               | Egisto Armillei      | Egisto Armillei    | 957     | 1,29    | Impegno Democratico                | 1 358  | 2,13  | –     |
| Totale                                  | Totale                        | 74 021               | 100                | 74 460  | 100     |                                    | 63 623 | 100   | 40    |
|                                         |                               |                      |                    |         |         |                                    |        |       |       |
| Fonte: Ministero dell'interno           |                               |                      |                    |         |         |                                    |        |       |       |

- La lista contrassegnata con la lettera A è apparentata al secondo turno con il candidato sindaco Gianfranco Ciaurro.

### Marche

#### Ancona
| Candidati                     | Candidati                  | II turno                   | II turno                   | I turno | I turno | Liste                                | Voti   | %     | Seggi |
| Candidati                     | Candidati                  | Voti                       | %                          | Voti    | %       | Liste                                | Voti   | %     | Seggi |
| ----------------------------- | -------------------------- | -------------------------- | -------------------------- | ------- | ------- | ------------------------------------ | ------ | ----- | ----- |
|                               | Renato Galeazzi ✔️ Sindaco | 33 804                     | 59,03                      | 28 737  | 44,40   | Partito Democratico della Sinistra   | 19 032 | 32,88 | 17    |
| Partito Repubblicano Italiano | Renato Galeazzi ✔️ Sindaco | 33 804                     | 59,03                      | 28 737  | 44,40   | 2 233                                | 3,86   | 2     |       |
| Laici e Socialisti            | Renato Galeazzi ✔️ Sindaco | 33 804                     | 59,03                      | 28 737  | 44,40   | 1 852                                | 3,20   | 1     |       |
| Federazione dei Verdi         | Renato Galeazzi ✔️ Sindaco | 33 804                     | 59,03                      | 28 737  | 44,40   | 1 734                                | 3,00   | 1     |       |
|                               | Loris Mancinelli           | 23 464                     | 40,97                      | 23 247  | 35,92   | Forza Italia - CCD - CDU             | 10 507 | 18,15 | 6     |
| Alleanza Nazionale            | Loris Mancinelli           | 23 464                     | 40,97                      | 23 247  | 35,92   | 8 095                                | 13,99  | 4     |       |
| Ancona per il Duemila         | Loris Mancinelli           | 23 464                     | 40,97                      | 23 247  | 35,92   | 2 021                                | 3,49   | 1     |       |
| Seggio di coalizione          | Seggio di coalizione       | Seggio di coalizione       | 40,97                      | 23 247  | 35,92   | 1                                    |        |       |       |
|                               | Lidia Mangani              | Lidia Mangani              | Lidia Mangani              | 7 267   | 11,23   | Partito della Rifondazione Comunista | 6 828  | 11,80 | 2     |
| Seggio di coalizione          | Seggio di coalizione       | Seggio di coalizione       | Lidia Mangani              | 7 267   | 11,23   | 1                                    |        |       |       |
|                               | Ennio Coltrinari           | Ennio Coltrinari           | Ennio Coltrinari           | 3 223   | 4,98    | Partito Popolare Italiano (A)        | 3 331  | 5,76  | 2     |
| Seggio di coalizione          | Seggio di coalizione       | Seggio di coalizione       | Ennio Coltrinari           | 3 223   | 4,98    | 1                                    |        |       |       |
|                               | Cristina Visconti Gorajski | Cristina Visconti Gorajski | Cristina Visconti Gorajski | 1 766   | 2,73    | Rinnovamento Italiano                | 1 813  | 3,13  | –     |
| Seggio di coalizione          | Seggio di coalizione       | Seggio di coalizione       | Cristina Visconti Gorajski | 1 766   | 2,73    | 1                                    |        |       |       |
|                               | Luigi Tozzi                | Luigi Tozzi                | Luigi Tozzi                | 486     | 0,75    | Lega Nord                            | 429    | 0,74  | –     |
| Totale                        | Totale                     | 57 268                     | 100                        | 64 726  | 100     |                                      | 57 875 | 100   | 40    |
|                               |                            |                            |                            |         |         |                                      |        |       |       |
| Fonte: Ministero dell'interno |                            |                            |                            |         |         |                                      |        |       |       |

- La lista contrassegnata con la lettera A è apparentata al secondo turno con il candidato sindaco Renato Galeazzi.

### Calabria

#### Catanzaro
| Candidati                          | Candidati                  | II turno                   | II turno                   | I turno | I turno | Liste                     | Voti   | %     | Seggi |
| Candidati                          | Candidati                  | Voti                       | %                          | Voti    | %       | Liste                     | Voti   | %     | Seggi |
| ---------------------------------- | -------------------------- | -------------------------- | -------------------------- | ------- | ------- | ------------------------- | ------ | ----- | ----- |
|                                    | Sergio Abramo ✔️ Sindaco   | 26 807                     | 58,42                      | 23 856  | 42,99   | Alleanza Nazionale        | 9 016  | 17,38 | 11    |
| Centro Cristiano Democratico       | Sergio Abramo ✔️ Sindaco   | 26 807                     | 58,42                      | 23 856  | 42,99   | 5 937                     | 11,44  | 7     |       |
| Per il Sud                         | Sergio Abramo ✔️ Sindaco   | 26 807                     | 58,42                      | 23 856  | 42,99   | 4 039                     | 7,78   | 4     |       |
| Catanzaro Domani                   | Sergio Abramo ✔️ Sindaco   | 26 807                     | 58,42                      | 23 856  | 42,99   | 1 908                     | 3,68   | 2     |       |
|                                    | Fortunato Costantino       | 19 078                     | 41,58                      | 17 844  | 32,16   | Partito Popolare Italiano | 5 671  | 10,93 | 3     |
| Partito Democratico della Sinistra | Fortunato Costantino       | 19 078                     | 41,58                      | 17 844  | 32,16   | 5 487                     | 10,58  | 3     |       |
| Unità Socialista (SI - PS)         | Fortunato Costantino       | 19 078                     | 41,58                      | 17 844  | 32,16   | 3 256                     | 6,28   | 2     |       |
| Federazione Laburista              | Fortunato Costantino       | 19 078                     | 41,58                      | 17 844  | 32,16   | 3 098                     | 5,97   | 2     |       |
| Federazione dei Verdi              | Fortunato Costantino       | 19 078                     | 41,58                      | 17 844  | 32,16   | 633                       | 1,22   | –     |       |
| Seggio di coalizione               | Seggio di coalizione       | Seggio di coalizione       | 41,58                      | 17 844  | 32,16   | 1                         |        |       |       |
|                                    | Achille Tomaino            | Achille Tomaino            | Achille Tomaino            | 7 991   | 14,40   | Rinascita Democratica     | 3 816  | 7,36  | 1     |
| Patto Segni                        | Achille Tomaino            | Achille Tomaino            | Achille Tomaino            | 7 991   | 14,40   | 2 763                     | 5,33   | 1     |       |
| Movimento Meridionale (A)          | Achille Tomaino            | Achille Tomaino            | Achille Tomaino            | 7 991   | 14,40   | 1 338                     | 2,58   | –     |       |
| Seggio di coalizione               | Seggio di coalizione       | Seggio di coalizione       | Achille Tomaino            | 7 991   | 14,40   | 1                         |        |       |       |
|                                    | Aldo Pegorari              | Aldo Pegorari              | Aldo Pegorari              | 2 112   | 3,81    | Città Futura (A)          | 1 582  | 3,05  | –     |
| Seggio di coalizione               | Seggio di coalizione       | Seggio di coalizione       | Aldo Pegorari              | 2 112   | 3,81    | 1                         |        |       |       |
|                                    | Francesco Giovanni Granato | Francesco Giovanni Granato | Francesco Giovanni Granato | 2 014   | 3,63    | Rinnovamento Italiano (A) | 1 909  | 3,68  | –     |
| Seggio di coalizione               | Seggio di coalizione       | Seggio di coalizione       | Francesco Giovanni Granato | 2 014   | 3,63    | 1                         |        |       |       |
|                                    | Aldo Costa                 | Aldo Costa                 | Aldo Costa                 | 1 245   | 2,24    | Catanzaro Vive            | 951    | 1,83  | –     |
|                                    | Lucia Rubino               | Lucia Rubino               | Lucia Rubino               | 430     | 0,77    | Città Nuova (A)           | 478    | 0,92  | –     |
| Totale                             | Totale                     | 45 885                     | 100                        | 55 492  | 100     |                           | 51 882 | 100   | 40    |
|                                    |                            |                            |                            |         |         |                           |        |       |       |
| Fonte: Ministero dell'interno      |                            |                            |                            |         |         |                           |        |       |       |

#### Crotone
| Candidati                       | Candidati                    | II turno             | II turno        | I turno | I turno | Liste                                    | Voti   | %     | Seggi |
| Candidati                       | Candidati                    | Voti                 | %               | Voti    | %       | Liste                                    | Voti   | %     | Seggi |
| ------------------------------- | ---------------------------- | -------------------- | --------------- | ------- | ------- | ---------------------------------------- | ------ | ----- | ----- |
|                                 | Pasquale Senatore ✔️ Sindaco | 17 252               | 58,65           | 15 216  | 45,36   | Alleanza Nazionale                       | 5 000  | 15,54 | 10    |
| Forza Italia                    | Pasquale Senatore ✔️ Sindaco | 17 252               | 58,65           | 15 216  | 45,36   | 2 844                                    | 8,84   | 6     |       |
| Centro Cristiano Democratico    | Pasquale Senatore ✔️ Sindaco | 17 252               | 58,65           | 15 216  | 45,36   | 2 494                                    | 7,75   | 5     |       |
| Patto Segni - CDU               | Pasquale Senatore ✔️ Sindaco | 17 252               | 58,65           | 15 216  | 45,36   | 1 820                                    | 5,66   | 3     |       |
|                                 | Vincenzo Sculco              | 12 163               | 41,35           | 11 248  | 33,53   | Partito Democratico della Sinistra       | 5 391  | 16,76 | 5     |
| Partito Popolare Italiano       | Vincenzo Sculco              | 12 163               | 41,35           | 11 248  | 33,53   | 3 887                                    | 12,08  | 3     |       |
| FL - Socialisti Uniti (SI - PS) | Vincenzo Sculco              | 12 163               | 41,35           | 11 248  | 33,53   | 2 957                                    | 9,19   | 2     |       |
| Cristiano Sociali               | Vincenzo Sculco              | 12 163               | 41,35           | 11 248  | 33,53   | 1 004                                    | 3,12   | 1     |       |
| Rinnovamento Italiano           | Vincenzo Sculco              | 12 163               | 41,35           | 11 248  | 33,53   | 705                                      | 2,19   | –     |       |
| Seggio di coalizione            | Seggio di coalizione         | Seggio di coalizione | 41,35           | 11 248  | 33,53   | 1                                        |        |       |       |
|                                 | Romeo Fauci                  | Romeo Fauci          | Romeo Fauci     | 4 195   | 12,51   | Lista Civica (A)                         | 2 089  | 6,49  | 1     |
| Federazione dei Verdi           | Romeo Fauci                  | Romeo Fauci          | Romeo Fauci     | 4 195   | 12,51   | 1 379                                    | 4,29   | 1     |       |
| Seggio di coalizione            | Seggio di coalizione         | Seggio di coalizione | Romeo Fauci     | 4 195   | 12,51   | 1                                        |        |       |       |
|                                 | Saverio Valenti              | Saverio Valenti      | Saverio Valenti | 1 819   | 5,42    | Partito della Rifondazione Comunista (A) | 1 582  | 4,92  | –     |
| Seggio di coalizione            | Seggio di coalizione         | Seggio di coalizione | Saverio Valenti | 1 819   | 5,42    | 1                                        |        |       |       |
|                                 | Giancarlo Sitra              | Giancarlo Sitra      | Giancarlo Sitra | 1 065   | 3,18    | Insieme per Crotone                      | 1 019  | 3,17  | –     |
| Totale                          | Totale                       | 29 415               | 100             | 33 543  | 100     |                                          | 32 171 | 100   | 40    |
|                                 |                              |                      |                 |         |         |                                          |        |       |       |
| Fonte: Ministero dell'interno   |                              |                      |                 |         |         |                                          |        |       |       |

#### Reggio Calabria
|                                         | Italo Falcomatà ✔️ Sindaco | 58 402               | 52,96 | Partito Popolare Italiano | 18 526  | 18,11 | 8  |  |  |
| Partito Democratico della Sinistra      | Italo Falcomatà ✔️ Sindaco | 58 402               | 52,96 | 14 778                    | 14,44   | 7     |    |  |  |
| Partito della Rifondazione Comunista    | Italo Falcomatà ✔️ Sindaco | 58 402               | 52,96 | 4 651                     | 4,55    | 2     |    |  |  |
| Partito Socialista Democratico Italiano | Italo Falcomatà ✔️ Sindaco | 58 402               | 52,96 | 4 169                     | 4,07    | 1     |    |  |  |
| Socialisti Italiani                     | Italo Falcomatà ✔️ Sindaco | 58 402               | 52,96 | 3 696                     | 3,61    | 1     |    |  |  |
|                                         | Antonino Monorchio         | 44 739               | 40,57 | Alleanza Nazionale        | 17 423  | 17,03 | 7  |  |  |
| Cristiani Democratici Uniti             | Antonino Monorchio         | 44 739               | 40,57 | 9 610                     | 9,39    | 4     |    |  |  |
| Forza Italia                            | Antonino Monorchio         | 44 739               | 40,57 | 9 291                     | 9,08    | 3     |    |  |  |
| Centro Cristiano Democratico            | Antonino Monorchio         | 44 739               | 40,57 | 7 886                     | 7,71    | 3     |    |  |  |
| Seggio di coalizione                    | Seggio di coalizione       | Seggio di coalizione | 40,57 | 1                         |         |       |    |  |  |
|                                         | Fausto Aquino              | 2 978                | 2,70  | Rinnovamento Italiano     | 6 762   | 6,61  | 1  |  |  |
| Seggio di coalizione                    | Seggio di coalizione       | Seggio di coalizione | 2,70  | 1                         |         |       |    |  |  |
|                                         | Giuliano Quattrone         | 2 358                | 2,14  | Insieme per la Città      | 2 997   | 2,93  | –  |  |  |
| Seggio di coalizione                    | Seggio di coalizione       | Seggio di coalizione | 2,14  | 1                         |         |       |    |  |  |
|                                         | Margherita Boniver         | 1 276                | 1,16  | Partito Socialista        | 1 889   | 1,85  | –  |  |  |
|                                         | Santo Battaglia            | 529                  | 0,48  | Patto Cristiano Esteso    | 641     | 0,63  | –  |  |  |
| Totale                                  | Totale                     | 110 282              | 100   |                           | 102 319 | 100   | 40 |  |  |
|                                         |                            |                      |       |                           |         |       |    |  |  |
| Fonte: Ministero dell'interno           |                            |                      |       |                           |         |       |    |  |  |

## Elezioni comunali del 16 novembre

### Piemonte

#### Alessandria
| Candidati                            | Candidati                  | II turno             | II turno         | I turno | I turno | Liste                              | Voti   | %     | Seggi |
| Candidati                            | Candidati                  | Voti                 | %                | Voti    | %       | Liste                              | Voti   | %     | Seggi |
| ------------------------------------ | -------------------------- | -------------------- | ---------------- | ------- | ------- | ---------------------------------- | ------ | ----- | ----- |
|                                      | Francesca Calvo ✔️ Sindaco | 31 050               | 58,12            | 22 131  | 37,51   | Lega Nord                          | 10 018 | 20,42 | 18    |
| Lavoratori Padani                    | Francesca Calvo ✔️ Sindaco | 31 050               | 58,12            | 22 131  | 37,51   | 2 154                              | 4,39   | 3     |       |
| Alessandria Libera                   | Francesca Calvo ✔️ Sindaco | 31 050               | 58,12            | 22 131  | 37,51   | 1 800                              | 3,67   | 3     |       |
|                                      | Mario Ivaldi               | 22 373               | 41,88            | 22 127  | 37,50   | Partito Democratico della Sinistra | 12 206 | 24,88 | 6     |
| Partito della Rifondazione Comunista | Mario Ivaldi               | 22 373               | 41,88            | 22 127  | 37,50   | 2 923                              | 5,96   | 1     |       |
| Socialisti Italiani Uniti            | Mario Ivaldi               | 22 373               | 41,88            | 22 127  | 37,50   | 2 505                              | 5,11   | 1     |       |
| Alleanza Civica Alessandria          | Mario Ivaldi               | 22 373               | 41,88            | 22 127  | 37,50   | 2 487                              | 5,07   | 1     |       |
| Federazione dei Verdi                | Mario Ivaldi               | 22 373               | 41,88            | 22 127  | 37,50   | 809                                | 1,65   | –     |       |
| Seggio di coalizione                 | Seggio di coalizione       | Seggio di coalizione | 41,88            | 22 127  | 37,50   | 1                                  |        |       |       |
|                                      | Franco Stradella           | Franco Stradella     | Franco Stradella | 10 402  | 17,63   | Forza Italia - UdC - Patto Segni   | 6 441  | 13,13 | 3     |
| Alleanza Nazionale                   | Franco Stradella           | Franco Stradella     | Franco Stradella | 10 402  | 17,63   | 3 750                              | 7,64   | 1     |       |
| Seggio di coalizione                 | Seggio di coalizione       | Seggio di coalizione | Franco Stradella | 10 402  | 17,63   | 1                                  |        |       |       |
|                                      | Piercarlo Fabbio           | Piercarlo Fabbio     | Piercarlo Fabbio | 1 983   | 3,36    | Centro per Alessandria             | 1 912  | 3,90  | –     |
| Seggio di coalizione                 | Seggio di coalizione       | Seggio di coalizione | Piercarlo Fabbio | 1 983   | 3,36    | 1                                  |        |       |       |
|                                      | Gabrio Secco               | Gabrio Secco         | Gabrio Secco     | 1 923   | 3,26    | Alessandria Oltre il 2000          | 1 705  | 3,48  | –     |
|                                      | Mauro Morando              | Mauro Morando        | Mauro Morando    | 441     | 0,75    | Per la Nostra Città                | 346    | 0,71  | –     |
| Totale                               | Totale                     | 53 423               | 100              | 59 007  | 100     |                                    | 49 056 | 100   | 40    |
|                                      |                            |                      |                  |         |         |                                    |        |       |       |
| Fonte: Ministero dell'interno        |                            |                      |                  |         |         |                                    |        |       |       |

### Lombardia

#### Varese
| Candidati                            | Candidati                 | II turno             | II turno         | I turno | I turno | Liste                              | Voti   | %     | Seggi |
| Candidati                            | Candidati                 | Voti                 | %                | Voti    | %       | Liste                              | Voti   | %     | Seggi |
| ------------------------------------ | ------------------------- | -------------------- | ---------------- | ------- | ------- | ---------------------------------- | ------ | ----- | ----- |
|                                      | Aldo Fumagalli ✔️ Sindaco | 16 311               | 52,51            | 16 957  | 33,54   | Lega Nord                          | 16 311 | 35,39 | 24    |
|                                      | Riccardo Broggini         | 14 752               | 47,49            | 16 780  | 33,19   | Forza Italia                       | 7 441  | 16,14 | 4     |
| CCD - CDU                            | Riccardo Broggini         | 14 752               | 47,49            | 16 780  | 33,19   | 4 523                              | 9,81   | 2     |       |
| Alleanza Nazionale                   | Riccardo Broggini         | 14 752               | 47,49            | 16 780  | 33,19   | 2 788                              | 6,05   | 1     |       |
| Seggio di coalizione                 | Seggio di coalizione      | Seggio di coalizione | 47,49            | 16 780  | 33,19   | 1                                  |        |       |       |
|                                      | Ermanno Montoli           | Ermanno Montoli      | Ermanno Montoli  | 15 110  | 29,88   | Partito Democratico della Sinistra | 4 613  | 10,01 | 3     |
| Partito della Rifondazione Comunista | Ermanno Montoli           | Ermanno Montoli      | Ermanno Montoli  | 15 110  | 29,88   | 3 379                              | 7,33   | 2     |       |
| Per Varese                           | Ermanno Montoli           | Ermanno Montoli      | Ermanno Montoli  | 15 110  | 29,88   | 2 419                              | 5,25   | 1     |       |
| Partito Popolare Italiano            | Ermanno Montoli           | Ermanno Montoli      | Ermanno Montoli  | 15 110  | 29,88   | 2 202                              | 4,78   | 1     |       |
| Federazione dei Verdi                | Ermanno Montoli           | Ermanno Montoli      | Ermanno Montoli  | 15 110  | 29,88   | 851                                | 1,85   | –     |       |
| Seggio di coalizione                 | Seggio di coalizione      | Seggio di coalizione | Ermanno Montoli  | 15 110  | 29,88   | 1                                  |        |       |       |
|                                      | Ettore Maccapani          | Ettore Maccapani     | Ettore Maccapani | 962     | 1,90    | Movimento Sociale Fiamma Tricolore | 898    | 1,95  | –     |
|                                      | Giuseppe Negro            | Giuseppe Negro       | Giuseppe Negro   | 752     | 1,49    | Italia Futura                      | 666    | 1,44  | –     |
| Totale                               | Totale                    | 31 063               | 100              | 50 561  | 100     |                                    | 46 091 | 100   | 40    |
|                                      |                           |                      |                  |         |         |                                    |        |       |       |
| Fonte: Ministero dell'interno        |                           |                      |                  |         |         |                                    |        |       |       |

### Veneto

#### Venezia
|                                         | Massimo Cacciari ✔️ Sindaco | 116 751              | 64,58 | Partito Democratico della Sinistra - FL | 30 052  | 23,22 | 12 |  |  |
| Democratici per Venezia (PPI - RI - UD) | Massimo Cacciari ✔️ Sindaco | 116 751              | 64,58 | 12 287                                  | 9,49    | 5     |    |  |  |
| Partito della Rifondazione Comunista    | Massimo Cacciari ✔️ Sindaco | 116 751              | 64,58 | 11 135                                  | 8,60    | 4     |    |  |  |
| Federazione dei Verdi                   | Massimo Cacciari ✔️ Sindaco | 116 751              | 64,58 | 10 506                                  | 8,12    | 4     |    |  |  |
| Veneto Nord Est                         | Massimo Cacciari ✔️ Sindaco | 116 751              | 64,58 | 9 546                                   | 7,38    | 4     |    |  |  |
| Socialisti Riformisti                   | Massimo Cacciari ✔️ Sindaco | 116 751              | 64,58 | 3 647                                   | 2,82    | 1     |    |  |  |
|                                         | Mauro Pizzigati             | 37 436               | 20,71 | Forza Italia                            | 14 608  | 11,29 | 5  |  |  |
| Alleanza Nazionale                      | Mauro Pizzigati             | 37 436               | 20,71 | 11 039                                  | 8,53    | 4     |    |  |  |
| Alleanza Civica di Centro               | Mauro Pizzigati             | 37 436               | 20,71 | 4 501                                   | 3,48    | 1     |    |  |  |
| Seggio di coalizione                    | Seggio di coalizione        | Seggio di coalizione | 20,71 | 1                                       |         |       |    |  |  |
|                                         | Giovanni Fabris             | 18 488               | 10,23 | Lega Nord                               | 14 224  | 10,99 | 4  |  |  |
| Venezia Capitale                        | Giovanni Fabris             | 18 488               | 10,23 | 878                                     | 0,68    | –     |    |  |  |
| Seggio di coalizione                    | Seggio di coalizione        | Seggio di coalizione | 10,23 | 1                                       |         |       |    |  |  |
|                                         | Loris Volpato               | 2 603                | 1,44  | La Città ai Cittadini                   | 2 294   | 1,77  | –  |  |  |
|                                         | Franco Beretta              | 1 967                | 1,09  | Unione Nord Est                         | 1 641   | 1,27  | –  |  |  |
|                                         | Mario Francesco D'Elia      | 1 794                | 0,99  | Movimento Autonomia Venezia             | 1 422   | 1,10  | –  |  |  |
|                                         | Umberto Carraro             | 1 746                | 0,97  | Partito Socialista                      | 1 646   | 1,27  | –  |  |  |
| Totale                                  | Totale                      | 180 785              | 100   |                                         | 129 426 | 100   | 46 |  |  |
|                                         |                             |                      |       |                                         |         |       |    |  |  |
| Fonte: Ministero dell'interno           |                             |                      |       |                                         |         |       |    |  |  |

### Liguria

#### Genova
| Candidati                     | Candidati                  | II turno             | II turno          | I turno | I turno | Liste                                    | Voti    | %     | Seggi |
| Candidati                     | Candidati                  | Voti                 | %                 | Voti    | %       | Liste                                    | Voti    | %     | Seggi |
| ----------------------------- | -------------------------- | -------------------- | ----------------- | ------- | ------- | ---------------------------------------- | ------- | ----- | ----- |
|                               | Giuseppe Pericu ✔️ Sindaco | 170 211              | 51,52             | 129 680 | 34,38   | Partito Democratico della Sinistra       | 84 635  | 25,91 | 17    |
| Partito Popolare Italiano     | Giuseppe Pericu ✔️ Sindaco | 170 211              | 51,52             | 129 680 | 34,38   | 19 965                                   | 6,11    | 4     |       |
| Rinnovamento Italiano         | Giuseppe Pericu ✔️ Sindaco | 170 211              | 51,52             | 129 680 | 34,38   | 6 223                                    | 1,91    | 1     |       |
| Socialisti Italiani - PRI     | Giuseppe Pericu ✔️ Sindaco | 170 211              | 51,52             | 129 680 | 34,38   | 5 138                                    | 1,57    | 1     |       |
| Federazione dei Verdi         | Giuseppe Pericu ✔️ Sindaco | 170 211              | 51,52             | 129 680 | 34,38   | 4 880                                    | 1,49    | 1     |       |
|                               | Sergio Castellaneta        | 160 140              | 48,48             | 75 042  | 19,90   | Genova Nuova                             | 55 947  | 17,13 | 6     |
| Seggio di coalizione          | Seggio di coalizione       | Seggio di coalizione | 48,48             | 75 042  | 19,90   | 1                                        |         |       |       |
|                               | Claudio Eva                | Claudio Eva          | Claudio Eva       | 73 979  | 19,61   | Forza Italia                             | 42 170  | 12,91 | 5     |
| Alleanza Nazionale            | Claudio Eva                | Claudio Eva          | Claudio Eva       | 73 979  | 19,61   | 18 265                                   | 5,59    | 2     |       |
| CCD - CDU                     | Claudio Eva                | Claudio Eva          | Claudio Eva       | 73 979  | 19,61   | 7 524                                    | 2,30    | –     |       |
| Seggio di coalizione          | Seggio di coalizione       | Seggio di coalizione | Claudio Eva       | 73 979  | 19,61   | 1                                        |         |       |       |
|                               | Adriano Sansa              | Adriano Sansa        | Adriano Sansa     | 51 904  | 13,76   | Sansa per Genova                         | 36 186  | 11,08 | 3     |
| Seggio di coalizione          | Seggio di coalizione       | Seggio di coalizione | Adriano Sansa     | 51 904  | 13,76   | 1                                        |         |       |       |
|                               | Giordano Bruschi           | Giordano Bruschi     | Giordano Bruschi  | 31 809  | 8,43    | Partito della Rifondazione Comunista (A) | 31 093  | 9,52  | 5     |
| Seggio di coalizione          | Seggio di coalizione       | Seggio di coalizione | Giordano Bruschi  | 31 809  | 8,43    | 1                                        |         |       |       |
|                               | Giacomo Chiappori          | Giacomo Chiappori    | Giacomo Chiappori | 11 265  | 2,99    | Lega Nord                                | 11 481  | 3,51  | –     |
| Seggio di coalizione          | Seggio di coalizione       | Seggio di coalizione | Giacomo Chiappori | 11 265  | 2,99    | 1                                        |         |       |       |
|                               | Benito Mignani             | Benito Mignani       | Benito Mignani    | 2 391   | 0,63    | Movimento Sociale Fiamma Tricolore       | 2 207   | 0,68  | –     |
|                               | Pasquale Romeo             | Pasquale Romeo       | Pasquale Romeo    | 1 114   | 0,30    | Liberi Cittadini Associati               | 948     | 0,29  | –     |
| Totale                        | Totale                     | 330 351              | 100               | 377 184 | 100     |                                          | 326 662 | 100   | 50    |
|                               |                            |                      |                   |         |         |                                          |         |       |       |
| Fonte: Ministero dell'interno |                            |                      |                   |         |         |                                          |         |       |       |

#### La Spezia
|                                      | Giorgio Pagano ✔️ Sindaco | 31 548               | 56,38 | Partito Democratico della Sinistra | 14 329 | 28,11 | 13 |  |  |
| Partito della Rifondazione Comunista | Giorgio Pagano ✔️ Sindaco | 31 548               | 56,38 | 4 777                              | 9,37   | 4     |    |  |  |
| Partito Popolare Italiano            | Giorgio Pagano ✔️ Sindaco | 31 548               | 56,38 | 4 218                              | 8,27   | 4     |    |  |  |
| Alleanza La Spezia                   | Giorgio Pagano ✔️ Sindaco | 31 548               | 56,38 | 2 752                              | 5,40   | 2     |    |  |  |
| Socialisti Italiani                  | Giorgio Pagano ✔️ Sindaco | 31 548               | 56,38 | 1 664                              | 3,26   | 1     |    |  |  |
| Unione Pensionati - RI               | Giorgio Pagano ✔️ Sindaco | 31 548               | 56,38 | 1 510                              | 2,96   | 1     |    |  |  |
|                                      | Roberto Quber             | 9 111                | 16,28 | Alleanza Nazionale                 | 4 964  | 9,74  | 4  |  |  |
| Rinascita Spezzina                   | Roberto Quber             | 9 111                | 16,28 | 2 486                              | 4,88   | 1     |    |  |  |
| Seggio di coalizione                 | Seggio di coalizione      | Seggio di coalizione | 16,28 | 1                                  |        |       |    |  |  |
|                                      | Luigi Morgillo            | 8 500                | 15,19 | Forza Italia - CDU - PS            | 8 018  | 15,73 | –  |  |  |
| Seggio di coalizione                 | Seggio di coalizione      | Seggio di coalizione | 15,19 | 1                                  |        |       |    |  |  |
|                                      | Loriano Isolabella        | 2 579                | 4,61  | Lavorando per Spezia               | 1 213  | 2,38  | 1  |  |  |
| Centro Cristiano Democratico         | Loriano Isolabella        | 2 579                | 4,61  | 1 092                              | 2,14   | –     |    |  |  |
| Seggio di coalizione                 | Seggio di coalizione      | Seggio di coalizione | 4,61  | 1                                  |        |       |    |  |  |
|                                      | Ferdinando Giorgieri      | 2 415                | 4,32  | Città del Sole                     | 2 272  | 4,46  | –  |  |  |
| Seggio di coalizione                 | Seggio di coalizione      | Seggio di coalizione | 4,32  | 1                                  |        |       |    |  |  |
|                                      | Roberto Messuri           | 1 075                | 1,92  | Movimento Sociale Fiamma Tricolore | 984    | 1,93  | –  |  |  |
|                                      | Gaetano Russo             | 726                  | 1,30  | Città Nuova                        | 701    | 1,38  | –  |  |  |
| Totale                               | Totale                    | 55 954               | 100   |                                    | 50 980 | 100   | 40 |  |  |
|                                      |                           |                      |       |                                    |        |       |    |  |  |
| Fonte: Ministero dell'interno        |                           |                      |       |                                    |        |       |    |  |  |

### Marche

#### Macerata
|                                      | Anna Menghi ✔️ Sindaco | 15 107               | 54,50 | Alleanza Nazionale                 | 4 529  | 18,33 | 9  |  |  |
| Forza Italia                         | Anna Menghi ✔️ Sindaco | 15 107               | 54,50 | 3 346                              | 13,54  | 7     |    |  |  |
| CCD - CDU                            | Anna Menghi ✔️ Sindaco | 15 107               | 54,50 | 3 223                              | 13,04  | 6     |    |  |  |
| Destra di Popolo                     | Anna Menghi ✔️ Sindaco | 15 107               | 54,50 | 1 276                              | 5,16   | 2     |    |  |  |
|                                      | Antonio Quagliani      | 12 610               | 45,50 | Partito Democratico della Sinistra | 5 277  | 21,36 | 8  |  |  |
| Partito Popolare Italiano            | Antonio Quagliani      | 12 610               | 45,50 | 2 349                              | 9,51   | 3     |    |  |  |
| Partito della Rifondazione Comunista | Antonio Quagliani      | 12 610               | 45,50 | 1 563                              | 6,33   | 2     |    |  |  |
| I Democratici                        | Antonio Quagliani      | 12 610               | 45,50 | 1 290                              | 5,22   | 1     |    |  |  |
| Rinnovamento Italiano                | Antonio Quagliani      | 12 610               | 45,50 | 832                                | 3,37   | 1     |    |  |  |
| Socialisti Italiani Uniti (SI - PS)  | Antonio Quagliani      | 12 610               | 45,50 | 659                                | 2,67   | –     |    |  |  |
| Federazione dei Verdi                | Antonio Quagliani      | 12 610               | 45,50 | 363                                | 1,47   | –     |    |  |  |
| Seggio di coalizione                 | Seggio di coalizione   | Seggio di coalizione | 45,50 | 1                                  |        |       |    |  |  |
| Totale                               | Totale                 | 27 717               | 100   |                                    | 24 707 | 100   | 40 |  |  |
|                                      |                        |                      |       |                                    |        |       |    |  |  |
| Fonte: Ministero dell'interno        |                        |                      |       |                                    |        |       |    |  |  |

### Lazio

#### Latina
|                                      | Ajmone Finestra ✔️ Sindaco | 44 848               | 62,78 | Alleanza Nazionale                 | 18 213 | 28,15 | 12 |  |  |
| Forza Italia                         | Ajmone Finestra ✔️ Sindaco | 44 848               | 62,78 | 12 837                             | 19,84  | 8     |    |  |  |
| Cristiani Democratici Uniti          | Ajmone Finestra ✔️ Sindaco | 44 848               | 62,78 | 6 083                              | 9,40   | 4     |    |  |  |
| Centro Cristiano Democratico         | Ajmone Finestra ✔️ Sindaco | 44 848               | 62,78 | 2 890                              | 4,47   | 2     |    |  |  |
| Patto Segni                          | Ajmone Finestra ✔️ Sindaco | 44 848               | 62,78 | 971                                | 1,50   | –     |    |  |  |
|                                      | Antonio Costanzo           | 19 605               | 27,45 | Partito Democratico della Sinistra | 7 925  | 12,25 | 5  |  |  |
| Partito Popolare Italiano - PS - LR  | Antonio Costanzo           | 19 605               | 27,45 | 5 298                              | 8,19   | 3     |    |  |  |
| Alleanza Progressista                | Antonio Costanzo           | 19 605               | 27,45 | 2 702                              | 4,18   | 1     |    |  |  |
| Partito della Rifondazione Comunista | Antonio Costanzo           | 19 605               | 27,45 | 1 369                              | 2,12   | 1     |    |  |  |
| Seggio di coalizione                 | Seggio di coalizione       | Seggio di coalizione | 27,45 | 1                                  |        |       |    |  |  |
|                                      | Marco Marcucci             | 2 251                | 3,15  | Movimento Sociale Fiamma Tricolore | 2 186  | 3,38  | –  |  |  |
| Seggio di coalizione                 | Seggio di coalizione       | Seggio di coalizione | 3,15  | 1                                  |        |       |    |  |  |
|                                      | Gennaro Antonelli          | 2 008                | 2,81  | Progetto Latina                    | 1 558  | 2,41  | –  |  |  |
| Seggio di coalizione                 | Seggio di coalizione       | Seggio di coalizione | 2,81  | 1                                  |        |       |    |  |  |
|                                      | Lino Ferrarese             | 1 828                | 2,56  | Latina Insieme                     | 1 811  | 2,80  | –  |  |  |
| Seggio di coalizione                 | Seggio di coalizione       | Seggio di coalizione | 2,56  | 1                                  |        |       |    |  |  |
|                                      | Emanuele Handel            | 892                  | 1,25  | Rinnovamento Italiano              | 868    | 1,34  | –  |  |  |
| Totale                               | Totale                     | 71 432               | 100   |                                    | 64 711 | 100   | 40 |  |  |
|                                      |                            |                      |       |                                    |        |       |    |  |  |
| Fonte: Ministero dell'interno        |                            |                      |       |                                    |        |       |    |  |  |

#### Roma
|                                      | Francesco Rutelli ✔️ Sindaco | 983 902              | 60,42 | Partito Democratico della Sinistra | 281 832   | 21,98 | 15 |  |  |
| Partito della Rifondazione Comunista | Francesco Rutelli ✔️ Sindaco | 983 902              | 60,42 | 112 628                            | 8,78      | 6     |    |  |  |
| Roma per Rutelli                     | Francesco Rutelli ✔️ Sindaco | 983 902              | 60,42 | 89 790                             | 7,00      | 5     |    |  |  |
| Federazione dei Verdi                | Francesco Rutelli ✔️ Sindaco | 983 902              | 60,42 | 83 321                             | 6,50      | 4     |    |  |  |
| Partito Popolare Italiano            | Francesco Rutelli ✔️ Sindaco | 983 902              | 60,42 | 71 123                             | 5,55      | 3     |    |  |  |
| Rinnovamento Italiano                | Francesco Rutelli ✔️ Sindaco | 983 902              | 60,42 | 29 387                             | 2,29      | 1     |    |  |  |
| Lista Marco Pannella                 | Francesco Rutelli ✔️ Sindaco | 983 902              | 60,42 | 20 878                             | 1,63      | 1     |    |  |  |
| Socialisti Democratici               | Francesco Rutelli ✔️ Sindaco | 983 902              | 60,42 | 20 859                             | 1,63      | 1     |    |  |  |
| Unione Democratica                   | Francesco Rutelli ✔️ Sindaco | 983 902              | 60,42 | 17 922                             | 1,40      | –     |    |  |  |
| Partito Repubblicano Italiano        | Francesco Rutelli ✔️ Sindaco | 983 902              | 60,42 | 7 946                              | 0,62      | –     |    |  |  |
|                                      | Pierluigi Borghini           | 585 367              | 35,94 | Alleanza Nazionale                 | 308 745   | 24,08 | 14 |  |  |
| Forza Italia - CDU                   | Pierluigi Borghini           | 585 367              | 35,94 | 129 391                            | 10,09     | 6     |    |  |  |
| Patto per Roma - CCD                 | Pierluigi Borghini           | 585 367              | 35,94 | 47 681                             | 3,72      | 2     |    |  |  |
| Verdi Federalisti                    | Pierluigi Borghini           | 585 367              | 35,94 | 5 846                              | 0,46      | –     |    |  |  |
| Italia Unita                         | Pierluigi Borghini           | 585 367              | 35,94 | 3 528                              | 0,28      | –     |    |  |  |
| Seggio di coalizione                 | Seggio di coalizione         | Seggio di coalizione | 35,94 | 1                                  |           |       |    |  |  |
|                                      | Pino Rauti                   | 26 389               | 1,62  | Movimento Sociale Fiamma Tricolore | 23 380    | 1,82  | –  |  |  |
| Seggio di coalizione                 | Seggio di coalizione         | Seggio di coalizione | 1,62  | 1                                  |           |       |    |  |  |
|                                      | Tiziana Parenti              | 12 586               | 0,77  | Socialisti Liberali                | 10 218    | 0,80  | –  |  |  |
|                                      | Raffaele D'Ambrosio          | 7 988                | 0,49  | Humanitas                          | 9 101     | 0,71  | –  |  |  |
|                                      | Sforza Ruspoli               | 5 965                | 0,37  | Lista Civica Alternativa           | 4 246     | 0,33  | –  |  |  |
|                                      | Marina Larena                | 4 091                | 0,25  | Partito Umanista                   | 2 687     | 0,21  | –  |  |  |
|                                      | Giancarlo Cito               | 2 233                | 0,14  | Lega d'Azione Meridionale          | 1 751     | 0,14  | –  |  |  |
| Totale                               | Totale                       | 1 628 521            | 100   |                                    | 1 282 260 | 100   | 60 |  |  |
|                                      |                              |                      |       |                                    |           |       |    |  |  |
| Fonte: Ministero dell'interno        |                              |                      |       |                                    |           |       |    |  |  |

### Abruzzo

#### Chieti
|                                    | Nicola Cucullo ✔️ Sindaco | 21 928               | 58,60 | CCD - CDU                            | 5 467  | 16,33 | 7  |  |  |
| Alleanza Nazionale                 | Nicola Cucullo ✔️ Sindaco | 21 928               | 58,60 | 5 207                                | 15,55  | 7     |    |  |  |
| Forza Italia                       | Nicola Cucullo ✔️ Sindaco | 21 928               | 58,60 | 4 278                                | 12,78  | 6     |    |  |  |
| Movimento Sociale Fiamma Tricolore | Nicola Cucullo ✔️ Sindaco | 21 928               | 58,60 | 2 780                                | 8,30   | 4     |    |  |  |
|                                    | Uberto Crescenti          | 11 142               | 29,78 | Partito Democratico della Sinistra   | 4 955  | 14,80 | 5  |  |  |
| Partito Popolare Italiano          | Uberto Crescenti          | 11 142               | 29,78 | 2 966                                | 8,86   | 3     |    |  |  |
| Chieti che Vogliamo                | Uberto Crescenti          | 11 142               | 29,78 | 1 890                                | 5,65   | 2     |    |  |  |
| Federazione dei Verdi - FL         | Uberto Crescenti          | 11 142               | 29,78 | 1 367                                | 4,08   | 1     |    |  |  |
| Seggio di coalizione               | Seggio di coalizione      | Seggio di coalizione | 29,78 | 1                                    |        |       |    |  |  |
|                                    | Giorgio Bellelli          | 2 382                | 6,37  | Partito della Rifondazione Comunista | 2 080  | 6,21  | 1  |  |  |
| Seggio di coalizione               | Seggio di coalizione      | Seggio di coalizione | 6,37  | 1                                    |        |       |    |  |  |
|                                    | Ermete Marchionni         | 1 585                | 4,24  | Rinnovamento Italiano - Patto Segni  | 2 068  | 6,18  | 1  |  |  |
| Seggio di coalizione               | Seggio di coalizione      | Seggio di coalizione | 4,24  | 1                                    |        |       |    |  |  |
|                                    | Sem D'Arcangelo           | 382                  | 1,02  | Chieti Federale                      | 419    | 1,25  | –  |  |  |
| Totale                             | Totale                    | 37 419               | 100   |                                      | 33 477 | 100   | 40 |  |  |
|                                    |                           |                      |       |                                      |        |       |    |  |  |
| Fonte: Ministero dell'interno      |                           |                      |       |                                      |        |       |    |  |  |

### Campania

#### Caserta
| Candidati                            | Candidati                | II turno                 | II turno                 | I turno | I turno | Liste                              | Voti   | %     | Seggi |
| Candidati                            | Candidati                | Voti                     | %                        | Voti    | %       | Liste                              | Voti   | %     | Seggi |
| ------------------------------------ | ------------------------ | ------------------------ | ------------------------ | ------- | ------- | ---------------------------------- | ------ | ----- | ----- |
|                                      | Luigi Falco ✔️ Sindaco   | 19 782                   | 53,38                    | 23 285  | 47,97   | Centro Cristiano Democratico       | 10 166 | 21,82 | 10    |
| Forza Italia                         | Luigi Falco ✔️ Sindaco   | 19 782                   | 53,38                    | 23 285  | 47,97   | 7 303                              | 15,68  | 7     |       |
| Alleanza Nazionale                   | Luigi Falco ✔️ Sindaco   | 19 782                   | 53,38                    | 23 285  | 47,97   | 5 744                              | 12,33  | 5     |       |
| Cristiani Democratici Uniti          | Luigi Falco ✔️ Sindaco   | 19 782                   | 53,38                    | 23 285  | 47,97   | 2 336                              | 5,01   | 2     |       |
| Partito Repubblicano Italiano        | Luigi Falco ✔️ Sindaco   | 19 782                   | 53,38                    | 23 285  | 47,97   | 484                                | 1,04   | –     |       |
|                                      | Giuseppe Venditto        | 17 279                   | 46,62                    | 10 947  | 22,55   | Partito Democratico della Sinistra | 5 821  | 12,50 | 4     |
| Partito della Rifondazione Comunista | Giuseppe Venditto        | 17 279                   | 46,62                    | 10 947  | 22,55   | 1 718                              | 3,69   | 1     |       |
| Federazione dei Verdi                | Giuseppe Venditto        | 17 279                   | 46,62                    | 10 947  | 22,55   | 1 464                              | 3,14   | 1     |       |
| Unione Democratica                   | Giuseppe Venditto        | 17 279                   | 46,62                    | 10 947  | 22,55   | 318                                | 0,68   | –     |       |
| Seggio di coalizione                 | Seggio di coalizione     | Seggio di coalizione     | 46,62                    | 10 947  | 22,55   | 1                                  |        |       |       |
|                                      | Alessandro De Franciscis | Alessandro De Franciscis | Alessandro De Franciscis | 10 767  | 22,18   | Partito Popolare Italiano (A)      | 4 741  | 10,18 | 4     |
| Alleanza Caserta Nuova (B)           | Alessandro De Franciscis | Alessandro De Franciscis | Alessandro De Franciscis | 10 767  | 22,18   | 3 262                              | 7,00   | 2     |       |
| Seggio di coalizione                 | Seggio di coalizione     | Seggio di coalizione     | Alessandro De Franciscis | 10 767  | 22,18   | 1                                  |        |       |       |
|                                      | Luigi Meneghetti         | Luigi Meneghetti         | Luigi Meneghetti         | 2 829   | 5,83    | Rinnovamento Italiano (C)          | 2 842  | 6,10  | 1     |
| Seggio di coalizione                 | Seggio di coalizione     | Seggio di coalizione     | Luigi Meneghetti         | 2 829   | 5,83    | 1                                  |        |       |       |
|                                      | Michele Falcone          | Michele Falcone          | Michele Falcone          | 708     | 1,46    | Movimento Sociale Fiamma Tricolore | 387    | 0,83  | –     |
| Totale                               | Totale                   | 37 061                   | 100                      | 48 536  | 100     |                                    | 46 586 | 100   | 40    |
|                                      |                          |                          |                          |         |         |                                    |        |       |       |
| Fonte: Ministero dell'interno        |                          |                          |                          |         |         |                                    |        |       |       |

#### Napoli
|                                      | Antonio Bassolino ✔️ Sindaco | 399 454              | 72,92 | Partito Democratico della Sinistra | 164 644 | 33,28 | 22 |  |  |
| Partito Popolare Italiano            | Antonio Bassolino ✔️ Sindaco | 399 454              | 72,92 | 44 438                             | 8,98    | 5     |    |  |  |
| Partito della Rifondazione Comunista | Antonio Bassolino ✔️ Sindaco | 399 454              | 72,92 | 31 769                             | 6,42    | 4     |    |  |  |
| Rinnovamento Italiano                | Antonio Bassolino ✔️ Sindaco | 399 454              | 72,92 | 22 765                             | 4,60    | 3     |    |  |  |
| Napoli Città Nuova                   | Antonio Bassolino ✔️ Sindaco | 399 454              | 72,92 | 19 554                             | 3,95    | 2     |    |  |  |
| Federazione dei Verdi - La Rete      | Antonio Bassolino ✔️ Sindaco | 399 454              | 72,92 | 18 698                             | 3,78    | 2     |    |  |  |
| Riformisti per Napoli                | Antonio Bassolino ✔️ Sindaco | 399 454              | 72,92 | 16 783                             | 3,39    | 2     |    |  |  |
| Partito Repubblicano Italiano        | Antonio Bassolino ✔️ Sindaco | 399 454              | 72,92 | 12 842                             | 2,60    | 1     |    |  |  |
| Unione Democratica                   | Antonio Bassolino ✔️ Sindaco | 399 454              | 72,92 | 7 884                              | 1,59    | 1     |    |  |  |
|                                      | Emiddio Novi                 | 138 406              | 25,26 | Alleanza Nazionale                 | 56 094  | 11,34 | 7  |  |  |
| Forza Italia - CDU                   | Emiddio Novi                 | 138 406              | 25,26 | 55 144                             | 11,15   | 6     |    |  |  |
| Patto Segni - CCD                    | Emiddio Novi                 | 138 406              | 25,26 | 25 480                             | 5,15    | 3     |    |  |  |
| Partito Socialista - PSDI - PL       | Emiddio Novi                 | 138 406              | 25,26 | 9 295                              | 1,88    | 1     |    |  |  |
| Seggio di coalizione                 | Seggio di coalizione         | Seggio di coalizione | 25,26 | 1                                  |         |       |    |  |  |
|                                      | Raffaele Bruno               | 5 603                | 1,02  | Movimento Sociale Fiamma Tricolore | 5 207   | 1,05  | –  |  |  |
|                                      | Antonio Crocetta             | 2 874                | 0,52  | Rosso Rinascita                    | 2 685   | 0,54  | –  |  |  |
|                                      | Lucio Barone                 | 1 484                | 0,27  | Alleanza Meridionale               | 1 373   | 0,28  | –  |  |  |
| Totale                               | Totale                       | 547 821              | 100   |                                    | 494 655 | 100   | 60 |  |  |
|                                      |                              |                      |       |                                    |         |       |    |  |  |
| Fonte: Ministero dell'interno        |                              |                      |       |                                    |         |       |    |  |  |

#### Salerno
|                               | Vincenzo De Luca ✔️ Sindaco | 68 798               | 71,32 | Progressisti per Salerno             | 51 609 | 55,44 | 24 |  |  |
|                               | Luigi Casciello             | 18 520               | 19,20 | Alleanza Nazionale                   | 9 146  | 9,83  | 4  |  |  |
| Forza Italia - CDU            | Luigi Casciello             | 18 520               | 19,20 | 7 670                                | 8,24   | 4     |    |  |  |
| Centro Cristiano Democratico  | Luigi Casciello             | 18 520               | 19,20 | 7 608                                | 8,17   | 3     |    |  |  |
| Lista Civica                  | Luigi Casciello             | 18 520               | 19,20 | 1 740                                | 1,87   | –     |    |  |  |
| Seggio di coalizione          | Seggio di coalizione        | Seggio di coalizione | 19,20 | 1                                    |        |       |    |  |  |
|                               | Diomede Ivone               | 3 223                | 3,34  | Partito Popolare Italiano            | 6 033  | 6,48  | 1  |  |  |
| Seggio di coalizione          | Seggio di coalizione        | Seggio di coalizione | 3,34  | 1                                    |        |       |    |  |  |
|                               | Francesco Mari              | 1 840                | 1,91  | Partito della Rifondazione Comunista | 2 641  | 2,84  | –  |  |  |
| Seggio di coalizione          | Seggio di coalizione        | Seggio di coalizione | 1,91  | 1                                    |        |       |    |  |  |
|                               | Americo Giudice             | 1 417                | 1,47  | Socialisti Italiani                  | 2 668  | 2,87  | –  |  |  |
| Seggio di coalizione          | Seggio di coalizione        | Seggio di coalizione | 1,47  | 1                                    |        |       |    |  |  |
|                               | Filippo Salvo               | 1 020                | 1,06  | Rinnovamento Italiano - IF           | 2 042  | 2,19  | –  |  |  |
|                               | Vincenzo Indelli            | 877                  | 0,91  | Unione dei Quartieri                 | 1 409  | 1,51  | –  |  |  |
|                               | Luigi Santorelli            | 771                  | 0,80  | Città Nuova                          | 519    | 0,56  | –  |  |  |
| Totale                        | Totale                      | 96 466               | 100   |                                      | 93 085 | 100   | 40 |  |  |
|                               |                             |                      |       |                                      |        |       |    |  |  |
| Fonte: Ministero dell'interno |                             |                      |       |                                      |        |       |    |  |  |

### Puglia

#### Brindisi
|                               | Giovanni Antonino ✔️ Sindaco | 27 218               | 50,19 | Forza Italia                         | 8 554  | 17,08 | 8  |  |  |
| CCD - CDU                     | Giovanni Antonino ✔️ Sindaco | 27 218               | 50,19 | 7 005                                | 13,98  | 6     |    |  |  |
| Alleanza Nazionale            | Giovanni Antonino ✔️ Sindaco | 27 218               | 50,19 | 6 048                                | 12,07  | 5     |    |  |  |
| Uniti per Brindisi            | Giovanni Antonino ✔️ Sindaco | 27 218               | 50,19 | 3 943                                | 7,87   | 3     |    |  |  |
| Socialdemocratici             | Giovanni Antonino ✔️ Sindaco | 27 218               | 50,19 | 1 459                                | 2,91   | 1     |    |  |  |
| Partito Repubblicano Italiano | Giovanni Antonino ✔️ Sindaco | 27 218               | 50,19 | 1 442                                | 2,88   | 1     |    |  |  |
|                               | Carmine Dipietrangelo        | 20 421               | 37,65 | Partito Democratico della Sinistra   | 9 870  | 19,70 | 5  |  |  |
| Partito Popolare Italiano     | Carmine Dipietrangelo        | 20 421               | 37,65 | 3 699                                | 7,38   | 3     |    |  |  |
| Impegno Sociale               | Carmine Dipietrangelo        | 20 421               | 37,65 | 1 804                                | 3,60   | 1     |    |  |  |
| Unione Democratica            | Carmine Dipietrangelo        | 20 421               | 37,65 | 916                                  | 1,83   | –     |    |  |  |
| Seggio di coalizione          | Seggio di coalizione         | Seggio di coalizione | 37,65 | 1                                    |        |       |    |  |  |
|                               | Nicola Cesaria               | 2 704                | 4,99  | Partito della Rifondazione Comunista | 2 226  | 4,44  | –  |  |  |
| Seggio di coalizione          | Seggio di coalizione         | Seggio di coalizione | 4,99  | 1                                    |        |       |    |  |  |
|                               | Luigi De Michele             | 2 094                | 3,86  | Socialisti Italiani Uniti (SI - PS)  | 1 781  | 3,56  | –  |  |  |
| Seggio di coalizione          | Seggio di coalizione         | Seggio di coalizione | 3,86  | 1                                    |        |       |    |  |  |
|                               | Antonino Paviglianiti        | 1 232                | 2,27  | Lega d'Azione Meridionale            | 893    | 1,78  | –  |  |  |
|                               | Beniamino Mola               | 566                  | 1,04  | Movimento Sociale Fiamma Tricolore   | 450    | 0,90  | –  |  |  |
| Totale                        | Totale                       | 54 235               | 100   |                                      | 50 090 | 100   | 40 |  |  |
|                               |                              |                      |       |                                      |        |       |    |  |  |
| Fonte: Ministero dell'interno |                              |                      |       |                                      |        |       |    |  |  |

### Calabria

#### Cosenza
|                                      | Giacomo Mancini ✔️ Sindaco | 27 369               | 58,85 | Cosenza Domani                     | 6 382  | 14,71 | 7  |  |  |
| Partito Democratico della Sinistra   | Giacomo Mancini ✔️ Sindaco | 27 369               | 58,85 | 5 337                              | 12,30  | 6     |    |  |  |
| Partito Popolare Italiano            | Giacomo Mancini ✔️ Sindaco | 27 369               | 58,85 | 3 470                              | 8,00   | 3     |    |  |  |
| Federazione Laburista                | Giacomo Mancini ✔️ Sindaco | 27 369               | 58,85 | 2 663                              | 6,14   | 2     |    |  |  |
| Socialisti Uniti (SI - PS)           | Giacomo Mancini ✔️ Sindaco | 27 369               | 58,85 | 2 038                              | 4,70   | 2     |    |  |  |
| Rinnovamento Italiano                | Giacomo Mancini ✔️ Sindaco | 27 369               | 58,85 | 1 882                              | 4,34   | 2     |    |  |  |
| Partito della Rifondazione Comunista | Giacomo Mancini ✔️ Sindaco | 27 369               | 58,85 | 1 458                              | 3,36   | 1     |    |  |  |
| Federazione dei Verdi                | Giacomo Mancini ✔️ Sindaco | 27 369               | 58,85 | 1 163                              | 2,68   | 1     |    |  |  |
|                                      | Giuseppe Carratelli        | 13 539               | 29,11 | Forza Italia                       | 5 143  | 11,85 | 5  |  |  |
| CCD-CDU                              | Giuseppe Carratelli        | 13 539               | 29,11 | 3 159                              | 7,28   | 3     |    |  |  |
| Federazione Cattolico Democratica    | Giuseppe Carratelli        | 13 539               | 29,11 | 2 985                              | 6,88   | 3     |    |  |  |
| Alleanza Nazionale                   | Giuseppe Carratelli        | 13 539               | 29,11 | 2 448                              | 5,64   | 2     |    |  |  |
| Italia Federale                      | Giuseppe Carratelli        | 13 539               | 29,11 | 1 032                              | 2,38   | 1     |    |  |  |
| Seggio di coalizione                 | Seggio di coalizione       | Seggio di coalizione | 29,11 | 1                                  |        |       |    |  |  |
|                                      | Cosimo De Tommaso          | 1 957                | 4,21  | Patto Segni                        | 1 551  | 3,57  | –  |  |  |
| Centro                               | Cosimo De Tommaso          | 1 957                | 4,21  | 228                                | 0,53   | –     |    |  |  |
| Seggio di coalizione                 | Seggio di coalizione       | Seggio di coalizione | 4,21  | 1                                  |        |       |    |  |  |
|                                      | Roberto Bernaudo           | 1 374                | 2,95  | Movimento Sociale Fiamma Tricolore | 884    | 2,04  | –  |  |  |
|                                      | Antonino Oliva             | 1 053                | 2,26  | Forum                              | 768    | 1,77  | –  |  |  |
|                                      | Sergio Aquino              | 1 020                | 2,19  | Alternativa Comunista              | 639    | 1,47  | –  |  |  |
|                                      | Franco Nicoletti           | 191                  | 0,41  | Partito Repubblicano Italiano      | 165    | 0,38  | –  |  |  |
| Totale                               | Totale                     | 46 503               | 100   |                                    | 43 395 | 100   | 40 |  |  |
|                                      |                            |                      |       |                                    |        |       |    |  |  |
| Fonte: Ministero dell'interno        |                            |                      |       |                                    |        |       |    |  |  |

#### Vibo Valentia
| Candidati                            | Candidati                     | II turno             | II turno          | I turno | I turno | Liste                       | Voti   | %     | Seggi |
| Candidati                            | Candidati                     | Voti                 | %                 | Voti    | %       | Liste                       | Voti   | %     | Seggi |
| ------------------------------------ | ----------------------------- | -------------------- | ----------------- | ------- | ------- | --------------------------- | ------ | ----- | ----- |
|                                      | Alfredo D'Agostino ✔️ Sindaco | 9 006                | 54,35             | 10 238  | 48,05   | Cristiani Democratici Uniti | 3 263  | 15,98 | 8     |
| Alleanza Nazionale                   | Alfredo D'Agostino ✔️ Sindaco | 9 006                | 54,35             | 10 238  | 48,05   | 2 990                       | 14,64  | 7     |       |
| Forza Italia                         | Alfredo D'Agostino ✔️ Sindaco | 9 006                | 54,35             | 10 238  | 48,05   | 1 713                       | 8,39   | 4     |       |
| Centro Cristiano Democratico         | Alfredo D'Agostino ✔️ Sindaco | 9 006                | 54,35             | 10 238  | 48,05   | 1 321                       | 6,47   | 3     |       |
| Centro Unito Democratico             | Alfredo D'Agostino ✔️ Sindaco | 9 006                | 54,35             | 10 238  | 48,05   | 987                         | 4,83   | 2     |       |
|                                      | Antonio Potenza               | 7 565                | 45,65             | 6 949   | 32,61   | Partito Popolare Italiano   | 2 776  | 13,59 | 4     |
| Partito Democratico della Sinistra   | Antonio Potenza               | 7 565                | 45,65             | 6 949   | 32,61   | 2 173                       | 10,64  | 3     |       |
| Socialisti Uniti (SI - PS)           | Antonio Potenza               | 7 565                | 45,65             | 6 949   | 32,61   | 1 187                       | 5,81   | 2     |       |
| Rinnovamento Italiano                | Antonio Potenza               | 7 565                | 45,65             | 6 949   | 32,61   | 791                         | 3,87   | 1     |       |
| Seggio di coalizione                 | Seggio di coalizione          | Seggio di coalizione | 45,65             | 6 949   | 32,61   | 1                           |        |       |       |
|                                      | Giuseppe Iannello             | Giuseppe Iannello    | Giuseppe Iannello | 4 120   | 19,34   | Democrazia e Progresso      | 1 452  | 7,11  | 2     |
| Partito della Rifondazione Comunista | Giuseppe Iannello             | Giuseppe Iannello    | Giuseppe Iannello | 4 120   | 19,34   | 709                         | 3,47   | 1     |       |
| La Rete-Federazione dei Verdi        | Giuseppe Iannello             | Giuseppe Iannello    | Giuseppe Iannello | 4 120   | 19,34   | 540                         | 2,64   | 1     |       |
| Movimento Democratico Vibonese       | Giuseppe Iannello             | Giuseppe Iannello    | Giuseppe Iannello | 4 120   | 19,34   | 518                         | 2,54   | –     |       |
| Seggio di coalizione                 | Seggio di coalizione          | Seggio di coalizione | Giuseppe Iannello | 4 120   | 19,34   | 1                           |        |       |       |
| Totale                               | Totale                        | 16 571               | 100               | 21 307  | 100     |                             | 20 420 | 100   | 40    |
|                                      |                               |                      |                   |         |         |                             |        |       |       |
| Fonte: Ministero dell'interno        |                               |                      |                   |         |         |                             |        |       |       |

## Elezioni comunali del 30 novembre

### Sicilia

#### Agrigento
|                                         | Calogero Sodano ✔️ Sindaco | 18 389 | 54,81 | Forza Italia                       | 6 013  | 19,35 | 7  |  |  |
| Cristiani Democratici Uniti             | Calogero Sodano ✔️ Sindaco | 18 389 | 54,81 | 4 516                              | 14,53  | 5     |    |  |  |
| Centro Cristiano Democratico            | Calogero Sodano ✔️ Sindaco | 18 389 | 54,81 | 3 485                              | 11,22  | 4     |    |  |  |
| Alleanza Nazionale                      | Calogero Sodano ✔️ Sindaco | 18 389 | 54,81 | 3 233                              | 10,40  | 3     |    |  |  |
|                                         | Fabrizio Zicari            | 6 252  | 18,63 | Partito Popolare Italiano          | 2 982  | 9,60  | 3  |  |  |
| Partito Democratico della Sinistra - LR | Fabrizio Zicari            | 6 252  | 18,63 | 1 590                              | 5,12   | 2     |    |  |  |
| Rinnovamento Italiano                   | Fabrizio Zicari            | 6 252  | 18,63 | 1 510                              | 4,86   | 2     |    |  |  |
| Partito della Rifondazione Comunista    | Fabrizio Zicari            | 6 252  | 18,63 | 559                                | 1,80   | –     |    |  |  |
| Socialisti Democratici                  | Fabrizio Zicari            | 6 252  | 18,63 | 407                                | 1,31   | –     |    |  |  |
|                                         | Giuseppe Arnone            | 3 358  | 10,01 | Federazione dei Verdi              | 1 760  | 5,66  | 1  |  |  |
|                                         | Girolamo Cardella          | 2 179  | 6,49  | Uniti per la Città (SI - PRI - FL) | 2 605  | 8,38  | 2  |  |  |
|                                         | Calogero Miccicchè         | 1 731  | 5,16  | Sinistra                           | 1 049  | 3,38  | 1  |  |  |
|                                         | Aldo Capitano              | 726    | 2,16  | Diritti - Doveri                   | 613    | 1,97  | –  |  |  |
|                                         | Giovanni Russo             | 584    | 1,74  | Cattolici Liberali                 | 543    | 1,75  | –  |  |  |
|                                         | Francesco Samaritano       | 331    | 0,99  | Italia Unita                       | 208    | 0,67  | –  |  |  |
| Totale                                  | Totale                     | 33 550 | 100   |                                    | 31 073 | 100   | 30 |  |  |
|                                         |                            |        |       |                                    |        |       |    |  |  |
| Fonte: Ministero dell'interno           |                            |        |       |                                    |        |       |    |  |  |

#### Caltanissetta
| Candidati                            | Candidati                 | II turno          | II turno          | I turno | I turno | Liste                              | Voti   | %     | Seggi |
| Candidati                            | Candidati                 | Voti              | %                 | Voti    | %       | Liste                              | Voti   | %     | Seggi |
| ------------------------------------ | ------------------------- | ----------------- | ----------------- | ------- | ------- | ---------------------------------- | ------ | ----- | ----- |
|                                      | Michele Abbate ✔️ Sindaco | 21 258            | 63,59             | 12 273  | 32,35   | Partito Democratico della Sinistra | 3 768  | 10,64 | 4     |
| L'Ulivo (PPI - FdV - LR - PS)        | Michele Abbate ✔️ Sindaco | 21 258            | 63,59             | 12 273  | 32,35   | 3 093                              | 8,73   | 3     |       |
| Partito della Rifondazione Comunista | Michele Abbate ✔️ Sindaco | 21 258            | 63,59             | 12 273  | 32,35   | 1 988                              | 5,61   | 2     |       |
| Socialisti Italiani                  | Michele Abbate ✔️ Sindaco | 21 258            | 63,59             | 12 273  | 32,35   | 1 444                              | 4,08   | 1     |       |
|                                      | Raimondo Maira            | 12 172            | 36,41             | 10 132  | 26,71   | Cristiani Democratici Uniti        | 7 012  | 19,80 | 6     |
| Centro Cristiano Democratico         | Raimondo Maira            | 12 172            | 36,41             | 10 132  | 26,71   | 4 286                              | 12,10  | 4     |       |
| Rinnovamento Italiano                | Raimondo Maira            | 12 172            | 36,41             | 10 132  | 26,71   | 637                                | 1,80   | –     |       |
|                                      | Giuseppe Mancuso          | Giuseppe Mancuso  | Giuseppe Mancuso  | 9 167   | 24,16   | Alleanza Nazionale (B)             | 5 165  | 14,58 | 5     |
|                                      | Alessandro Pilato         | Alessandro Pilato | Alessandro Pilato | 3 784   | 9,97    | Forza Italia (B)                   | 5 115  | 14,44 | 4     |
|                                      | Nino Italico              | Nino Italico      | Nino Italico      | 956     | 2,52    | Partito Siciliano d'Azione (A)     | 912    | 2,57  | –     |
|                                      | Agesilao Fiocco           | Agesilao Fiocco   | Agesilao Fiocco   | 672     | 1,77    | Nuova Italia                       | 1 250  | 3,53  | 1     |
|                                      | Giuseppe Aiello           | Giuseppe Aiello   | Giuseppe Aiello   | 626     | 1,65    | Centro (A)                         | 440    | 1,24  | –     |
|                                      | Giuseppe Mirisola         | Giuseppe Mirisola | Giuseppe Mirisola | 328     | 0,86    | Fronte Nazionale                   | 309    | 0,87  | –     |
| Totale                               | Totale                    | 33 430            | 100               | 37 938  | 100     |                                    | 35 419 | 100   | 30    |
|                                      |                           |                   |                   |         |         |                                    |        |       |       |
| Fonte: Ministero dell'interno        |                           |                   |                   |         |         |                                    |        |       |       |

#### Catania
Template:InfoboxTemplate:Elezione amministrativaTemplate:-

#### Palermo
Template:Elezioni
Template:Elezione amministrativa
Template:-

## Elezioni provinciali del 27 aprile

### Provincia di Mantova
Template:Elezioni
| Candidati                                               | Candidati                       | Voti                           | %    | Liste                               | Voti    | %    | Seggi |
| ------------------------------------------------------- | ------------------------------- | ------------------------------ | ---- | ----------------------------------- | ------- | ---- | ----- |
|                                                         | Tiziana GualtieriTemplate:Esito | 92.232                         | 43,4 | Partito Democratico della Sinistra  | 52.925  | 24,9 | 10    |
| Partito della Rifondazione Comunista                    | Tiziana GualtieriTemplate:Esito | 92.232                         | 43,4 | 19.270                              | 9,1     | 4    |       |
| Partito Popolare Italiano - Rinnovamento Italiano - PRI | Tiziana GualtieriTemplate:Esito | 92.232                         | 43,4 | 14.551                              | 6,8     | 3    |       |
| Federazione dei Verdi                                   | Tiziana GualtieriTemplate:Esito | 92.232                         | 43,4 | 5.486                               | 2,6     | 1    |       |
|                                                         | Augusto ManerbaTemplate:Esito   | 51.487                         | 24,2 | Forza Italia                        | 26.895  | 12,7 | 3     |
| Alleanza Nazionale                                      | Augusto ManerbaTemplate:Esito   | 51.487                         | 24,2 | 20.557                              | 9,7     | 2    |       |
| CCD - Patto Segni - RSD - Federalisti - Liste civiche   | Augusto ManerbaTemplate:Esito   | 51.487                         | 24,2 | 4.035                               | 1,9     | -    |       |
| Seggio al candidato presidente                          | Seggio al candidato presidente  | Seggio al candidato presidente | 24,2 | 1                                   |         |      |       |
|                                                         | Davide Boni                     | 51.167                         | 24,1 | Lega Nord                           | 49.373  | 23,2 | 4     |
| Lavoratori Padani                                       | Davide Boni                     | 51.167                         | 24,1 | 1.794                               | 0,8     | -    |       |
| Seggio al candidato presidente                          | Seggio al candidato presidente  | Seggio al candidato presidente | 24,1 | 1                                   |         |      |       |
|                                                         | Bruno Bnà                       | 9.454                          | 4,4  | Mantova al CentroTemplate:Efn       | 9.454   | 4,4  | 1     |
|                                                         | Ilario Chiaventi                | 8.335                          | 3,9  | Socialisti Italiani Uniti (SI - PS) | 8.335   | 3,9  | -     |
| Totale                                                  | Totale                          | 212.675                        |      |                                     | 212.675 |      | 30    |

Ballottaggio
| Candidati | Candidati                       | Voti    | %      |
| --------- | ------------------------------- | ------- | ------ |
|           | Tiziana GualtieriTemplate:Esito | 100.657 | 58,8   |
|           | Augusto Manerba                 | 70.418  | 41,2   |
| Totale    | Totale                          | 171.075 | 100,00 |

Fonti: Risultati I turno Risultati II turno
Template:-

### Provincia di Pavia
Template:Elezioni
| Candidati                      | Candidati                      | Voti                           | %    | Liste                                    | Voti    | %    | Seggi |
| ------------------------------ | ------------------------------ | ------------------------------ | ---- | ---------------------------------------- | ------- | ---- | ----- |
|                                | Silvio BerettaTemplate:Esito   | 105.038                        | 36,7 | Forza Italia                             | 61.017  | 21,3 | 11    |
| Alleanza Nazionale             | Silvio BerettaTemplate:Esito   | 105.038                        | 36,7 | 28.395                                   | 9,9     | 5    |       |
| CCD - CDU                      | Silvio BerettaTemplate:Esito   | 105.038                        | 36,7 | 15.626                                   | 5,5     | 2    |       |
|                                | Cesare BozzanoTemplate:Esito   | 71.521                         | 25,0 | Partito Democratico della Sinistra       | 47.492  | 16,6 | 3     |
| Partito Popolare Italiano      | Cesare BozzanoTemplate:Esito   | 71.521                         | 25,0 | 15.576                                   | 5,5     | 1    |       |
| Federazione dei Verdi          | Cesare BozzanoTemplate:Esito   | 71.521                         | 25,0 | 6.697                                    | 2,3     | -    |       |
| Rinnovamento Italiano          | Cesare BozzanoTemplate:Esito   | 71.521                         | 25,0 | 1.756                                    | 0,6     | -    |       |
| Seggio al candidato presidente | Seggio al candidato presidente | Seggio al candidato presidente | 25,0 | 1                                        |         |      |       |
|                                | Enzo Casali                    | 61.615                         | 21,5 | Lega Nord                                | 56.129  | 19,6 | 3     |
| Agricoltura Padana             | Enzo Casali                    | 61.615                         | 21,5 | 5.486                                    | 1,9     | -    |       |
| Seggio al candidato presidente | Seggio al candidato presidente | Seggio al candidato presidente | 21,5 | 1                                        |         |      |       |
|                                | Giuseppe Abbà                  | 35.353                         | 12,4 | Partito della Rifondazione Comunista (A) | 35.353  | 12,4 | 3     |
|                                | Emiangelo Vercesi              | 9.748                          | 3,4  | Socialisti Pattisti (B)                  | 9.748   | 3,4  | -     |
|                                | Cesare Brusotti                | 2.831                          | 1,0  | Lista autonomista                        | 2.831   | 1,0  | -     |
| Totale                         | Totale                         | 286.106                        |      |                                          | 286.106 |      | 30    |

- Le liste contrassegnate con le lettere A e B sono apparentate al secondo turno con il candidato presidente Cesare Bozzano.

Ballottaggio
| Candidati | Candidati                    | Voti    | %      |
| --------- | ---------------------------- | ------- | ------ |
|           | Silvio BerettaTemplate:Esito | 119.980 | 51,9   |
|           | Cesare Bozzano               | 111.403 | 48,1   |
| Totale    | Totale                       | 231.383 | 100,00 |

Fonti: Risultati I turno Risultati II turno
Template:-

### Provincia di Gorizia
Template:Elezioni
| Candidati                            | Candidati                       | Voti                           | %    | Liste        | Voti   | %    | Seggi |
| ------------------------------------ | ------------------------------- | ------------------------------ | ---- | ------------ | ------ | ---- | ----- |
|                                      | Giorgio BrandolinTemplate:Esito | 35.012                         | 44,9 | L'Ulivo      | 24.500 | 31,4 | 10    |
| Partito della Rifondazione Comunista | Giorgio BrandolinTemplate:Esito | 35.012                         | 44,9 | 10.512       | 13,5   | 4    |       |
|                                      | Antonio DevetagTemplate:Esito   | 30.923                         | 39,6 | Forza Italia | 12.901 | 16,5 | 3     |
| Alleanza Nazionale                   | Antonio DevetagTemplate:Esito   | 30.923                         | 39,6 | 10.304       | 13,2   | 2    |       |
| Cristiani Democratici Uniti          | Antonio DevetagTemplate:Esito   | 30.923                         | 39,6 | 5.631        | 7,2    | 1    |       |
| Centro Cristiano Democratico         | Antonio DevetagTemplate:Esito   | 30.923                         | 39,6 | 2.087        | 2,7    | -    |       |
| Seggio al candidato presidente       | Seggio al candidato presidente  | Seggio al candidato presidente | 39,6 | 1            |        |      |       |
|                                      | Monica Marcolini                | 12.107                         | 15,5 | Lega Nord    | 12.107 | 15,5 | 3     |
| Totale                               | Totale                          | 78.042                         |      |              | 78.042 |      | 24    |

Ballottaggio
| Candidati | Candidati                       | Voti   | %      |
| --------- | ------------------------------- | ------ | ------ |
|           | Giorgio BrandolinTemplate:Esito | 42.054 | 56,3   |
|           | Antonio Devetag                 | 32.676 | 43,7   |
| Totale    | Totale                          | 74.730 | 100,00 |

Fonti: Risultati I turno Risultati II turno
Template:-

### Provincia di Ravenna
Template:Elezioni
| Candidati                            | Candidati                        | Voti                           | %    | Liste                              | Voti    | %    | Seggi |
| ------------------------------------ | -------------------------------- | ------------------------------ | ---- | ---------------------------------- | ------- | ---- | ----- |
|                                      | Gabriele AlbonettiTemplate:Esito | 148.207                        | 65,8 | Partito Democratico della Sinistra | 92.308  | 41,0 | 14    |
| Partito della Rifondazione Comunista | Gabriele AlbonettiTemplate:Esito | 148.207                        | 65,8 | 25.886                             | 11,5    | 3    |       |
| Partito Popolare Italiano            | Gabriele AlbonettiTemplate:Esito | 148.207                        | 65,8 | 13.984                             | 6,2     | 2    |       |
| Partito Repubblicano Italiano        | Gabriele AlbonettiTemplate:Esito | 148.207                        | 65,8 | 13.026                             | 5,8     | 2    |       |
| Socialisti Italiani                  | Gabriele AlbonettiTemplate:Esito | 148.207                        | 65,8 | 3.003                              | 1,3     | -    |       |
|                                      | Mario Maldini                    | 32.348                         | 14,3 | Forza Italia                       | 32.348  | 14,3 | 4     |
|                                      | Francesco Villa                  | 28.333                         | 12,6 | Alleanza Nazionale                 | 19.097  | 8,5  | 2     |
| CCD - CDU                            | Francesco Villa                  | 28.333                         | 12,6 | 9.236                              | 4,1     | 1    |       |
| Seggio al candidato presidente       | Seggio al candidato presidente   | Seggio al candidato presidente | 12,6 | 1                                  |         |      |       |
|                                      | Guglielmo Zauli                  | 9.626                          | 4,3  | Lega Nord                          | 9.626   | 4,3  | 1     |
|                                      | Natale Belosi                    | 6.738                          | 3,0  | Federazione dei Verdi              | 6.738   | 3,0  | -     |
| Totale                               | Totale                           |                                |      |                                    | 225.252 |      | 30    |

Fonte: Risultati
Template:-

### Provincia di Lucca
Template:Elezioni
| Candidati                            | Candidati                         | Voti                           | %    | Liste                                                   | Voti    | %    | Seggi |
| ------------------------------------ | --------------------------------- | ------------------------------ | ---- | ------------------------------------------------------- | ------- | ---- | ----- |
|                                      | Guido MoutierTemplate:Esito       | 89.200                         | 46,5 | Forza Italia - CCD - CDU                                | 45.625  | 23,8 | 6     |
| Alleanza Nazionale                   | Guido MoutierTemplate:Esito       | 89.200                         | 46,5 | 43.575                                                  | 22,7    | 5    |       |
| Seggio al candidato presidente       | Seggio al candidato presidente    | Seggio al candidato presidente | 46,5 | 1                                                       |         |      |       |
|                                      | Andrea TagliasacchiTemplate:Esito | 89.053                         | 46,4 | L'Ulivo                                                 | 55.870  | 29,1 | 11    |
| Partito della Rifondazione Comunista | Andrea TagliasacchiTemplate:Esito | 89.053                         | 46,4 | 33.183                                                  | 17,3    | 6    |       |
|                                      | Maria Abate Puccinelli            | 6.946                          | 3,6  | Ambiente e Futuro (Verdi, Laburisti, Liste civiche) (A) | 6.946   | 3,6  | 1     |
|                                      | Norberto Eraldo Catelani          | 6.721                          | 3,5  | Lega Nord                                               | 6.721   | 3,5  | -     |
| Totale                               | Totale                            | 191.920                        |      |                                                         | 191.920 |      | 30    |

- La lista contrassegnata con la lettera A è apparentata al secondo turno con il candidato presidente Andrea Tagliasacchi.

Ballottaggio
| Candidati | Candidati                         | Voti    | %      |
| --------- | --------------------------------- | ------- | ------ |
|           | Andrea TagliasacchiTemplate:Esito | 94.491  | 50,8   |
|           | Guido Moutier                     | 91.487  | 49,2   |
| Totale    | Totale                            | 185.978 | 100,00 |

Fonti: Risultati I turno Risultati II turno
Template:-

### Provincia di Viterbo
Template:Elezioni
| Candidati                                               | Candidati                      | Voti                           | %    | Liste                                    | Voti    | %    | Seggi |
| ------------------------------------------------------- | ------------------------------ | ------------------------------ | ---- | ---------------------------------------- | ------- | ---- | ----- |
|                                                         | Giulio MariniTemplate:Esito    | 82.885                         | 46,7 | Alleanza Nazionale                       | 36.091  | 20,3 | 6     |
| Forza Italia                                            | Giulio MariniTemplate:Esito    | 82.885                         | 46,7 | 19.966                                   | 11,2    | 3    |       |
| Cristiani Democratici Uniti                             | Giulio MariniTemplate:Esito    | 82.885                         | 46,7 | 15.654                                   | 8,8     | 3    |       |
| Centro Cristiano Democratico                            | Giulio MariniTemplate:Esito    | 82.885                         | 46,7 | 11.174                                   | 6,3     | 2    |       |
|                                                         | Ugo NardiniTemplate:Esito      | 62.833                         | 35,4 | Partito Democratico della Sinistra       | 41.939  | 23,6 | 5     |
| Partito Popolare Italiano - Rinnovamento Italiano - PRI | Ugo NardiniTemplate:Esito      | 62.833                         | 35,4 | 18.432                                   | 10,4    | 2    |       |
| Federazione dei Verdi                                   | Ugo NardiniTemplate:Esito      | 62.833                         | 35,4 | 2.462                                    | 1,4     | -    |       |
| Seggio al candidato presidente                          | Seggio al candidato presidente | Seggio al candidato presidente | 35,4 | 1                                        |         |      |       |
|                                                         | Marcello Giovannini            | 16.736                         | 9,4  | Partito della Rifondazione Comunista (A) | 16.736  | 9,4  | 2     |
|                                                         | Camillo Fiaschetti             | 6.698                          | 3,8  | Socialisti Italiani (B)                  | 6.698   | 3,8  | -     |
|                                                         | Rosa Manfredi                  | 4.372                          | 2,4  | Movimento Sociale Fiamma Tricolore       | 4.372   | 2,5  | -     |
|                                                         | Giuseppe Lazzarini             | 2.513                          | 1,4  | Movimento Autonomo per la Tuscia         | 2.513   | 1,4  | -     |
|                                                         | Giuseppe Sini                  | 1.562                          | 0,9  | La Rete                                  | 1.562   | 0,9  | -     |
| Totale                                                  | Totale                         | 177.599                        |      |                                          | 177.599 |      | 24    |

- Le liste contrassegnate con le lettere A e B sono apparentate al secondo turno con il candidato presidente Ugo Nardini.

Ballottaggio
| Candidati | Candidati                   | Voti    | %      |
| --------- | --------------------------- | ------- | ------ |
|           | Giulio MariniTemplate:Esito | 85.549  | 52,0   |
|           | Ugo Nardini                 | 78.998  | 48,0   |
| Totale    | Totale                      | 164.547 | 100,00 |

Fonti: Risultati I turno Risultati II turno
Template:-

## Elezioni provinciali del 16 novembre

### Provincia di Como
Template:Elezioni
| Candidati                                                 | Candidati                         | Voti                           | %    | Liste                               | Voti    | %    | Seggi |
| --------------------------------------------------------- | --------------------------------- | ------------------------------ | ---- | ----------------------------------- | ------- | ---- | ----- |
|                                                           | Armando SelvaTemplate:Esito       | 93.541                         | 33,1 | Lega Nord                           | 93.541  | 33,1 | 18    |
|                                                           | Pierluigi TagliabueTemplate:Esito | 86.967                         | 30,7 | Forza Italia - CCD - CDU            | 60.055  | 21,2 | 4     |
| Alleanza Nazionale                                        | Pierluigi TagliabueTemplate:Esito | 86.967                         | 30,7 | 26.912                              | 9,5     | 1    |       |
| Seggio al candidato presidente                            | Seggio al candidato presidente    | Seggio al candidato presidente | 30,7 | 1                                   |         |      |       |
|                                                           | Giovanni Orsenigo                 | 85.058                         | 30,1 | Lista di centro-sinistra            | 37.121  | 13,1 | 2     |
| Partito Popolare Italiano - Rinnovamento Italiano - Verdi | Giovanni Orsenigo                 | 85.058                         | 30,1 | 26.169                              | 9,3     | 2    |       |
| Partito della Rifondazione Comunista                      | Giovanni Orsenigo                 | 85.058                         | 30,1 | 21.768                              | 7,7     | 1    |       |
| Seggio al candidato presidente                            | Seggio al candidato presidente    | Seggio al candidato presidente | 30,1 | 1                                   |         |      |       |
|                                                           | Franco Giorcelli                  | 9.796                          | 3,5  | Lista autonomista                   | 9.796   | 3,5  | -     |
|                                                           | Paolo Ceruti                      | 7.464                          | 2,6  | Socialisti Italiani Uniti (SI - PS) | 7.464   | 2,6  | -     |
| Totale                                                    | Totale                            | 282.826                        |      |                                     | 282.826 |      | 30    |

Ballottaggio
| Candidati | Candidati                   | Voti    | %      |
| --------- | --------------------------- | ------- | ------ |
|           | Armando SelvaTemplate:Esito | 103.348 | 53,1   |
|           | Pierluigi Tagliabue         | 91.440  | 46,9   |
| Totale    | Totale                      | 194.788 | 100,00 |

Fonti: Risultati I turno Risultati II turno
Template:-

### Provincia di Varese
Template:Elezioni
| Candidati                                           | Candidati                       | Voti                           | %    | Liste                              | Voti    | %    | Seggi |
| --------------------------------------------------- | ------------------------------- | ------------------------------ | ---- | ---------------------------------- | ------- | ---- | ----- |
|                                                     | Massimo FerrarioTemplate:Esito  | 171.511                        | 38,1 | Lega Nord                          | 171.511 | 38,1 | 22    |
|                                                     | Graziano MaffioliTemplate:Esito | 139.494                        | 30,9 | Forza Italia                       | 79.092  | 17,5 | 4     |
| Alleanza Nazionale                                  | Graziano MaffioliTemplate:Esito | 139.494                        | 30,9 | 35.344                             | 7,8     | 1    |       |
| CCD - CDU                                           | Graziano MaffioliTemplate:Esito | 139.494                        | 30,9 | 25.058                             | 5,6     | 1    |       |
| Seggio al candidato presidente                      | Seggio al candidato presidente  | Seggio al candidato presidente | 30,9 | 1                                  |         |      |       |
|                                                     | Sergio Caramella                | 128.253                        | 28,5 | Partito Democratico della Sinistra | 62.204  | 13,8 | 3     |
| Partito della Rifondazione Comunista                | Sergio Caramella                | 128.253                        | 28,5 | 32.786                             | 7,3     | 2    |       |
| Partito Popolare Italiano                           | Sergio Caramella                | 128.253                        | 28,5 | 26.870                             | 6,0     | 1    |       |
| Partito Repubblicano Italiano - Socialisti Italiani | Sergio Caramella                | 128.253                        | 28,5 | 6.393                              | 1,4     | -    |       |
| Seggio al candidato presidente                      | Seggio al candidato presidente  | Seggio al candidato presidente | 28,5 | 1                                  |         |      |       |
|                                                     | Oreste Zanutto                  | 11.410                         | 2,5  | Verdi alternativi                  | 11.410  | 2,5  | -     |
| Totale                                              | Totale                          | 450.668                        |      |                                    | 450.668 |      | 36    |

Ballottaggio
| Candidati | Candidati                      | Voti    | %      |
| --------- | ------------------------------ | ------- | ------ |
|           | Massimo FerrarioTemplate:Esito | 169.818 | 56,4   |
|           | Graziano Maffioli              | 131.381 | 43,6   |
| Totale    | Totale                         | 301.199 | 100,00 |

Fonti: Risultati I turno Risultati II turno
Template:-

### Provincia di Vicenza
Template:Elezioni
| Candidati                                  | Candidati                      | Voti                           | %    | Liste                                    | Voti    | %    | Seggi |
| ------------------------------------------ | ------------------------------ | ------------------------------ | ---- | ---------------------------------------- | ------- | ---- | ----- |
|                                            | Manuela Dal LagoTemplate:Esito | 180.259                        | 41,4 | Lega Nord                                | 180.259 | 41,4 | 22    |
|                                            | Giuseppe DoppioTemplate:Esito  | 108.611                        | 24,9 | Patto per il Vicentino - Veneto Autonomo | 108.611 | 24,9 | 6     |
|                                            | Giuseppe Castaman              | 96.124                         | 22,1 | Alleanza Nazionale                       | 36.766  | 8,5  | 2     |
| Centro Veneto Federato (FI - CDU)          | Giuseppe Castaman              | 96.124                         | 22,1 | 35.696                                   | 8,2     | 2    |       |
| Centro Cristiano Democratico - Patto Segni | Giuseppe Castaman              | 96.124                         | 22,1 | 23.662                                   | 5,4     | 1    |       |
| Seggio al candidato presidente             | Seggio al candidato presidente | Seggio al candidato presidente | 22,1 | 1                                        |         |      |       |
|                                            | Luciano Ceretta                | 26.212                         | 6,0  | Partito della Rifondazione Comunista     | 26.212  | 6,0  | 1     |
|                                            | Luigino Chemello               | 20.064                         | 4,6  | NordEst Federalismo Veneto               | 20.064  | 4,6  | 1     |
|                                            | Enzo Trentin                   | 4.313                          | 1,0  | Unione                                   | 4.313   | 1,0  | -     |
| Totale                                     | Totale                         | 435.583                        |      |                                          | 435.583 |      | 36    |

Ballottaggio
| Candidati | Candidati                      | Voti    | %      |
| --------- | ------------------------------ | ------- | ------ |
|           | Manuela Dal LagoTemplate:Esito | 211.461 | 62,3   |
|           | Giuseppe Doppio                | 127.778 | 37,7   |
| Totale    | Totale                         | 339.239 | 100,00 |

Fonti: Risultati I turno Risultati II turno
Template:-

### Provincia di Genova
Template:Elezioni
| Candidati                                  | Candidati                          | Voti                           | %    | Liste                                    | Voti    | %    | Seggi |
| ------------------------------------------ | ---------------------------------- | ------------------------------ | ---- | ---------------------------------------- | ------- | ---- | ----- |
|                                            | Marta VincenziTemplate:Esito       | 217.470                        | 46,7 | Partito Democratico della Sinistra       | 141.400 | 30,3 | 13    |
| Partito Popolare Italiano                  | Marta VincenziTemplate:Esito       | 217.470                        | 46,7 | 30.331                                   | 6,5     | 2    |       |
| Rinnovamento Italiano                      | Marta VincenziTemplate:Esito       | 217.470                        | 46,7 | 19.696                                   | 4,2     | 1    |       |
| Federazione dei Verdi                      | Marta VincenziTemplate:Esito       | 217.470                        | 46,7 | 15.264                                   | 3,3     | 1    |       |
| Partito Repubblicano Italiano - Socialisti | Marta VincenziTemplate:Esito       | 217.470                        | 46,7 | 10.779                                   | 2,3     | 1    |       |
|                                            | Gian Nicola AmorettiTemplate:Esito | 140.521                        | 30,1 | Forza Italia                             | 72.734  | 15,6 | 5     |
| Alleanza Nazionale                         | Gian Nicola AmorettiTemplate:Esito | 140.521                        | 30,1 | 49.181                                   | 10,6    | 3    |       |
| CCD - CDU                                  | Gian Nicola AmorettiTemplate:Esito | 140.521                        | 30,1 | 18.606                                   | 4,0     | 1    |       |
| Seggio al candidato presidente             | Seggio al candidato presidente     | Seggio al candidato presidente | 30,1 | 1                                        |         |      |       |
|                                            | Giovanni Duglio                    | 45.236                         | 9,7  | Partito della Rifondazione Comunista (A) | 45.236  | 9,7  | 4     |
|                                            | Natale Gatto                       | 34.163                         | 7,3  | Lega Nord                                | 34.163  | 7,3  | 2     |
|                                            | Marco Fallabrini                   | 28.867                         | 6,2  | Genova Nuova                             | 28.867  | 6,2  | 2     |
| Totale                                     | Totale                             | 466.257                        |      |                                          | 466.257 |      | 36    |

- La lista contrassegnata con la lettera A è apparentata al secondo turno con il candidato presidente Marta Vincenzi.

Ballottaggio
| Candidati | Candidati                    | Voti    | %      |
| --------- | ---------------------------- | ------- | ------ |
|           | Marta VincenziTemplate:Esito | 258.983 | 62,2   |
|           | Gian Nicola Amoretti         | 157.496 | 37,8   |
| Totale    | Totale                       | 416.479 | 100,00 |

Fonti: Risultati I turno Risultati II turno
Template:-

### Provincia della Spezia
Template:Elezioni
| Candidati                                 | Candidati                        | Voti    | %    | Liste                                                    | Voti    | %    | Seggi |
| ----------------------------------------- | -------------------------------- | ------- | ---- | -------------------------------------------------------- | ------- | ---- | ----- |
|                                           | Giuseppe RicciardiTemplate:Esito | 72.033  | 62,2 | Partito Democratico della Sinistra                       | 35.705  | 30,8 | 9     |
| Partito della Rifondazione Comunista      | Giuseppe RicciardiTemplate:Esito | 72.033  | 62,2 | 15.544                                                   | 13,4    | 4    |       |
| Partito Popolare Italiano                 | Giuseppe RicciardiTemplate:Esito | 72.033  | 62,2 | 11.907                                                   | 10,3    | 3    |       |
| Socialisti                                | Giuseppe RicciardiTemplate:Esito | 72.033  | 62,2 | 5.465                                                    | 4,7     | 1    |       |
| Rinnovamento Italiano - Unione Pensionati | Giuseppe RicciardiTemplate:Esito | 72.033  | 62,2 | 3.412                                                    | 2,9     | -    |       |
|                                           | Carlo Colliva                    | 19.114  | 16,5 | Forza Italia - Cristiani Democratici Uniti - Patto Segni | 19.114  | 16,5 | 4     |
|                                           | Aldo De Luca                     | 14.479  | 12,5 | Alleanza Nazionale                                       | 14.479  | 12,5 | 3     |
|                                           | Giuseppe Impallomeni             | 3.779   | 3,3  | Centro Cristiano Democratico                             | 2.096   | 1,8  | -     |
| Lavorando per La Spezia                   | Giuseppe Impallomeni             | 3.779   | 3,3  | 1.683                                                    | 1,5     | -    |       |
|                                           | Nicola Giusteschi Conti          | 3.325   | 2,9  | Città del Sole                                           | 3.325   | 2,9  | -     |
|                                           | Alessandro Ricco                 | 1.940   | 1,7  | Movimento Sociale Fiamma Tricolore                       | 1.940   | 1,7  | -     |
|                                           | Pier Vittorio Gatti              | 1.097   | 0,9  | Indipendenti per la Nuova Provincia                      | 1.097   | 1,0  | -     |
| Totale                                    | Totale                           | 115.767 |      |                                                          | 115.767 |      | 24    |

Fonte: Risultati
Template:-